# Список эпизодов телесериала «Два с половиной человека»
Список эпизодов американского комедийного телесериала «Два с половиной человека» о холостяке Чарли Харпере, согласившемся приютить своего брата Алана, бегущего от семейных неприятностей.
Сериал выходил на телеканале CBS с 22 сентября 2003 года по 19 февраля 2015 года. Всего вышло 12 сезонов, состоящих из 262-х эпизодов.

## Обзор сезонов
| Сезон | Сезон | Эпизоды | Оригинальная дата показа | Оригинальная дата показа |
| Сезон | Сезон | Эпизоды | Премьера сезона          | Финал сезона             |
| ----- | ----- | ------- | ------------------------ | ------------------------ |
|       | 1     | 24      | 22 сентября 2003         | 24 мая 2004              |
|       | 2     | 24      | 20 сентября 2004         | 23 мая 2005              |
|       | 3     | 24      | 19 сентября 2005         | 22 мая 2006              |
|       | 4     | 24      | 18 сентября 2006         | 14 мая 2007              |
|       | 5     | 19      | 24 сентября 2007         | 19 мая 2008              |
|       | 6     | 24      | 22 сентября 2008         | 18 мая 2009              |
|       | 7     | 22      | 21 сентября 2009         | 24 мая 2010              |
|       | 8     | 16      | 20 сентября 2010         | 14 февраля 2011          |
|       | 9     | 24      | 19 сентября 2011         | 14 мая 2012              |
|       | 10    | 23      | 27 сентября 2012         | 9 мая 2013               |
|       | 11    | 22      | 26 сентября 2013         | 8 мая 2014               |
|       | 12    | 16      | 30 октября 2014          | 19 февраля 2015          |

## Список серий

### Сезон 1: 2003—2004
| № общий | № в сезоне | Название | Режиссёр         | Автор сценария                                                                 | Дата премьеры    | Зрители в США (млн) |
| --- | ---------- | --- | ---------------- | ------------------------------------------------------------------------------ | ---------------- | ------------------- |
| 1 | 1          | «Pilot» «Пилот» | Джеймс Берроуз   | Чак Лорри, Ли Аронсон                                                          | 22 сентября 2003 | 18.44               |
| Алан приезжает к своему брату Чарли вместе со своим сыном, Джейком. Чарли приходится смириться с наступившими переменами в его доме. |            | |                  |                                                                                |                  |                     |
| 2 | 2          | «Big Flappy Bastards» «Большие хлопающие подонки»                                                                              | Энди Акерман     | История: Чак Лорри, Ли Аронсон Телесценарий: Эдди Городецки, Джефф Абугов      | 29 сентября 2003 | 16.18               |
| Чарли пытается заняться воспитанием Джейка. Алан считает Чарли бесхарактерным человеком. Тем временем, в доме возникает большая проблема с чайками.                                                                                           |            | |                  |                                                                                |                  |                     |
| 3 | 3          | «Go East on Sunset Until You Reach the Gates of Hell» «Езжай на закат пока не достигнешь ворот ада»                            | Энди Экерман     | История: Чак Лорри, Дон Фостер Телесценарий: Марк Робертс, Ли Аронсон          | 6 октября 2003   | 14.82               |
| Алан, Чарли и Джейк собираются в Диснейленд. В то же время у братьев возникла проблема с морской свинкой. Чтобы как-то об этом забыть, они начинают вести себя не совсем разумно.                                                             |            | |                  |                                                                                |                  |                     |
| 4 | 4          | «If I Can't Write My Chocolate Song, I'm Going to Take a Nap» «Раз я не могу написать мою песенку про шоколад, пойду вздремну» | Энди Экерман     | История: Чак Лорри, Ли Аронсон Телесценарий: Сьюзан Биверс, Дон Фостер         | 13 октября 2003  | 14.73               |
| Домохозяйка Чарли увольняется, Алан предлагает свою помощь по дому, правда, выясняется, что это не так просто. В то же время Чарли не может написать песню и идет спать.                                                                      |            | |                  |                                                                                |                  |                     |
| 5 | 5          | «The Last Thing You Want to Do Is Wind Up with a Hump» «Последняя вещь, которой ты хотела бы обзавестись, это горб»            | Энди Экерман     | История: Чак Лорри, Ли Аронсон Телесценарий: Эдди Городецки, Джефф Абугов      | 20 октября 2003  | 15.24               |
| Чарли должен отдохнуть от поездки в Вегас, Алан уговаривает брата поехать на спортивные состязания Джейка. Чарли встречает девушку и использует племянника для установления более близкого знакомства с ней.                                  |            | |                  |                                                                                |                  |                     |
| 6 | 6          | «Did You Check with the Captain of the Flying Monkeys?» «А ты звонил капитану летучих обезьян?»                                | Энди Экерман     | История: Чак Лорри, Ли Аронсон Телесценарий: Сьюзан Биверс, Дон Фостер         | 27 октября 2003  | 15.82               |
| Мать Алана и Чарли в глубокой депрессии, Джейк изо всех сил старается помочь бабушке. Со временем братья подключаются к Джейку. |            | |                  |                                                                                |                  |                     |
| 7 | 7          | «If They Do Go Either Way, They're Usually Fake» «Если определить сложно, значит они фальшивые»                                | Энди Экерман     | История: Чак Лорри, Дон Фостер Телесценарий: Марк Робертс, Ли Аронсон          | 3 ноября 2003    | 16.02               |
| Алан и Чарли решают провести воспитательную беседу с Джейком, поскольку тот начал увлекаться журналами с девушками в купальниках. |            | |                  |                                                                                |                  |                     |
| 8 | 8          | «Twenty-Five Little Pre-pubers Without a Snootful» «Двадцать пять маленьких детей без опохмелки»                               | Чак Лорри        | История: Чак Лорри, Ли Аронсон Телесценарий: Эдди Городецки, Джефф Абугов      | 10 ноября 2003   | 15.81               |
| Чарли приходит в класс к Джейку для того, чтобы провести урок пения. По итогам этого урока Чарли приходит к любопытной мысли, в то же время, Алан пытается урегулировать вопрос развода.                                                      |            | |                  |                                                                                |                  |                     |
| 9 | 9          | «Phase One, Complete» «Фаза один завершена»                                                                                    | Энди Экерман     | История: Чак Лорри, Ли Аронсон Телесценарий: Сьюзан Биверс, Дон Фостер         | 17 ноября 2003   | 15.98               |
| Чарли встречается с девушкой Венди. В какой-то момент начинает казаться, что эти встречи превращаются в нечто большее. Это несколько напрягает Чарли, поскольку Венди, по его мнению, пытается сблизиться со всеми остальными родственниками. |            | |                  |                                                                                |                  |                     |
| 10 | 10         | «Merry Thanksgiving» «Счастливого дня благодарения»                                                                            | Джей Сэндрич     | Чак Лорри, Ли Аронсон                                                          | 24 ноября 2003   | 17.14               |
| Алан и Чарли планируют отметить день Благодарения вдвоём. Выбор падает на Лас-Вегас. Спустя какое-то время планы меняются. |            | |                  |                                                                                |                  |                     |
| 11 | 11         | «Alan Harper, Frontier Chiropractor» «Алан Харпер, ведущий хиропрактик»                                                        | Роберт Берлингер | История: Чак Лорри, Дон Фостер Телесценарий: Марк Робертс, Ли Аронсон          | 15 декабря 2003  | 14.77               |
| Чарли убеждает Алана в том, что ему надо поменять стиль. Братья отправляются по магазинам, в то время как их мать сидит с Джейком. |            | |                  |                                                                                |                  |                     |
| 12 | 12         | «Camel Filters + Pheromones» «Camel с фильтром и феромоны»                                                                     | Роберт Берлингер | История: Чак Лорри, Ли Аронсон Телесценарий: Марк Робертс, Сьюзан Биверс       | 5 января 2004    | 16.75               |
| Домохозяйка Чарли приходит со своей внучкой. Алан и Чарли испытывают к ней явные симпатии. Джейк также находит её милой. |            | |                  |                                                                                |                  |                     |
| 13 | 13         | «Sarah Like Puny Alan» «Сара любит маленького Алана»                                                                           | Роберт Берлингер | История: Чак Лорри Телесценарий: Ли Аронсон, Дон Фостер                        | 12 января 2004   | 17.86               |
| Алан подхватил простуду от Джейка. Позднее выясняется, что никому нет дела до болезни Алана. |            | |                  |                                                                                |                  |                     |
| 14 | 14         | «I Can't Afford Hyenas» «Я не могу позволить себе гиен»                                                                        | Роб Шиллер       | История: Чак Лорри, Ли Аронсон Телесценарий: Эдди Городецки, Джефф Абугов      | 2 февраля 2004   | 16.48               |
| Чарли на мели, ему нечем платить за квартиру. Чтобы хоть как-то выйти из положения, он ограничивает себя практически во всем. |            | |                  |                                                                                |                  |                     |
| 15 | 15         | «Round One to the Hot Crazy Chick» «Первый раунд с горячей сумасшедшей цыпочкой»                                               | Эндрю Д. Вейман  | Чак Лорри, Ли Аронсон                                                          | 9 февраля 2004   | 16.96               |
| Алан и Чарли повстречались с очень странной девушкой. Оба брата ничего о ней не знают, но при этом влюблены в неё по уши. |            | |                  |                                                                                |                  |                     |
| 16 | 16         | «That Was Saliva, Alan» «Это была слюна, Алан»                                                                                 | Эндрю Д. Вейман  | Чак Лорри, Ли Аронсон                                                          | 16 февраля 2004  | 17.39               |
| Чарли и Алан кое-что узнают о странной девушке. В какой-то момент Алан очень сильно привязывается к гостье, тем временем, Чарли пытается делать вид, что всё в порядке.                                                                       |            | |                  |                                                                                |                  |                     |
| 17 | 17         | «Ate the Hamburgers, Wearing the Hats» «Мы ели гамбургеры в шляпах»                                                            | Эндрю Д. Вейман  | История: Джефф Абугов, Эрик Лапидус Телесценарий: Эдди Городецки, Марк Робертс | 23 февраля 2004  | 16.48               |
| Чарли должен присматривать за Джейком, пока Алан находится в отъезде. Через некоторое время Чарли понимает, какая это большая ответственность.                                                                                                |            | |                  |                                                                                |                  |                     |
| 18 | 18         | «An Old Flame with a New Wick» «Старый огонь с новым фитилем»                                                                  | Эндрю Д. Вейман  | История: Чак Лорри, Дон Фостер Телесценарий: Марк Робертс, Ли Аронсон          | 1 марта 2004     | 17.10               |
| Чарли идёт на встречу со старой подругой, которую он не видел много лет. Встреча принимает неожиданный оборот, поскольку Чарли выясняет кое-что новое.                                                                                        |            | |                  |                                                                                |                  |                     |
| 19 | 19         | «I Remember the Coatroom, I Just Don't Remember You» «Я помню гардероб, я просто не помню тебя»                                | Гейл Манкузо     | История: Чак Лорри, Ли Аронсон Телесценарий: Эдди Городецки, Дон Фостер        | 22 марта 2004    | 16.43               |
| Чарли и Алан приглашены на день рождения Джейка. Мать Джейка приводит с собой свою сестру, к которой у Чарли и Алана когда-то были чувства.                                                                                                   |            | |                  |                                                                                |                  |                     |
| 20 | 20         | «Hey, I Can Pee Outside in the Dark» «Эй, я могу писать снаружи в темноте»                                                     | Гари Хэлворсон   | История: Чак Лорри, Ли Аронсон Телесценарий: Марк Робертс, Джефф Абугов        | 19 апреля 2004   | 14.58               |
| У Джейка плохое настроение, Алан и Чарли думают, что это происходит по причине развода родителей Джейка. |            | |                  |                                                                                |                  |                     |
| 21 | 21         | «No Sniffing, No Wowing» «Не нюхать и не вукать»                                                                               | Роб Шиллер       | История: Ли Аронсон, Сьюзан Биверс Телесценарий: Чак Лорри, Дон Фостер         | 3 мая 2004       | 16.20               |
| Алан консультируется у адвоката. По случайности, Чарли нравится адвокат брата и они здорово проводят время вместе. Но есть и проблема: об их отношениях никто не должен знать.                                                                |            | |                  |                                                                                |                  |                     |
| 22 | 22         | «My Doctor Has a Cow Puppet» «У моего доктора есть кукла-корова»                                                               | Гейл Манкузо     | История: Ли Аронсон, Дон Фостер Телесценарий: Чак Лорри, Эдди Городецки        | 10 мая 2004      | 16.00               |
| Алан страдает лунатизмом. Когда это надоедает Чарльзу, он принимает решение сводить брата к психологу. |            | |                  |                                                                                |                  |                     |
| 23 | 23         | «Just Like Buffalo» «Как буйвол»                                                                                               | Роб Шиллер       | История: Чак Лорри, Сьюзан Биверс Телесценарий: Ли Аронсон, Дон Фостер         | 17 мая 2004      | 15.20               |
| Джейк случайно высказался по поводу женщин в присутствии подруг своей матери. После этого встал вопрос о том, имеет ли смысл Джейку находится в доме Чарли.                                                                                   |            | |                  |                                                                                |                  |                     |
| 24 | 24         | «Can You Feel My Finger?» «Чувствуешь мой палец?»                                                                              | Роб Шиллер       | Чак Лорри, Ли Аронсон                                                          | 24 мая 2004      | 18.16               |
| Чарли решает провести операцию, что вызывает негативную реакцию у окружающих. В итоге Чарли начинает сомневаться в правильности своих действий.                                                                                               |            | |                  |                                                                                |                  |                     |

### Сезон 2: 2004—2005
| № общий | № в сезоне | Название                                                                                              | Режиссёр       | Автор сценария                                                             | Дата премьеры    | Зрители в США (млн) |
| --- | ---------- | --- | -------------- | -------------------------------------------------------------------------- | ---------------- | ------------------- |
| 25 | 1          | «Back Off, Mary Poppins» «Отвали, Мери Поппинс!»                                                      | Памела Фрайман | История: Чак Лорри Телесценарий: Ли Аронсон, Сьюзан Биверс                 | 20 сентября 2004 | 16.44               |
| Чарли устраивает вечеринку старых друзей, на которую не позвал своего брата. Алан расстроен из-за того, что Чарли не считает его своим другом.                                                                                    |            | |                |                                                                            |                  |                     |
| 26 | 2          | «Enjoy Those Garlic Balls» «Наслаждайся чесночными шариками»                                          | Памела Фрайман | История: Чак Лорри, Ли Аронсон Телесценарий: Эдди Городецки, Дон Фостер    | 27 сентября 2004 | 16.44               |
| Алан решает свести свою бывшую жену с другим мужчиной. Чарли тем временем пытается наладить отношения с матерью. |            | |                |                                                                            |                  |                     |
| 27 | 3          | «A Bag Full of Jawea» «Наполненная хламом сумка»                                                      | Памела Фрайман | История: Чак Лорри, Ли Аронсон Телесценарий: Марк Робертс, Джефф Абугов    | 4 октября 2004   | 16.43               |
| Чарли соблазняет учительницу Джейка, Алану это не нравится. Джейк всё понимает, но ему крайне неуютно от такой ситуации. |            | |                |                                                                            |                  |                     |
| 28 | 4          | «Go Get Mommy's Bra» «Отдай мамин бюстгальтер»                                                        | Памела Фрайман | История: Чак Лорри, Эдди Городецки Телесценарий: Ли Аронсон, Дон Фостер    | 11 октября 2004  | 17.15               |
| Мама Чарли случайно оставила бюстгальтер в машине сына. Алан выясняет отношения со своей бывшей женой, а Джейк просит научить его водить машину.                                                                                  |            | |                |                                                                            |                  |                     |
| 29 | 5          | «Bad News from the Clinic?» «Плохие вести из клиники?»                                                | Памела Фрайман | История: Чак Лорри, Ли Аронсон Телесценарий: Марк Робертс, Джефф Абугов    | 18 октября 2004  | 16.28               |
| Джейк недоволен, что все постоянно едят с его тарелки, Чарльз начинает встречаться с очень странной девушкой, а Алан пытается заставить Джейка вовремя делать уроки.                                                              |            | |                |                                                                            |                  |                     |
| 30 | 6          | «The Price of Healthy Gums is Eternal Vigilance» «Вечная бессонница — вот плата за здоровые десны»    | Памела Фрайман | История: Чак Лорри, Ли Аронсон Телесценарий: Эдди Городецки, Марк Робертс  | 25 октября 2004  | 17.25               |
| Алан пытается понять, почему совершил кражу игрушки много лет назад. Чарли знает, что произошло на самом деле. |            | |                |                                                                            |                  |                     |
| 31 | 7          | «A Kosher Slaughterhouse Out in Fontana» «Кошерная скотобойня в Фонтане»                              | Памела Фрайман | История: Дон Фостер Телесценарий: Чак Лорри, Ли Аронсон                    | 8 ноября 2004    | 16.04               |
| Алан и Чарли делают всё возможное, чтобы быть добрее по отношению к своей матери. Но когда речь заходит о вечеринке в доме Чарли, возникают явные проблемы.                                                                       |            | |                |                                                                            |                  |                     |
| 32 | 8          | «Frankenstein and the Horny Villagers» «Франкенштейн и похотливые крестьяне»                          | Памела Фрайман | История: Дон Фостер, Джефф Абугов Телесценарий: Чак Лорри, Ли Аронсон      | 15 ноября 2004   | 17.47               |
| У Алана роман с девушкой, это приводит к тому, что он напрочь забывает о Джейке. Чарли приходится брать всё в свои руки и помогать брату.                                                                                         |            | |                |                                                                            |                  |                     |
| 33 | 9          | «Yes, Monsignor» «Да, господин!»                                                                      | Памела Фрайман | История: Чак Лорри, Ли Аронсон Телесценарий: Сьюзан Биверс, Джефф Абугов   | 22 ноября 2004   | 18.94               |
| Чарли встречается с девушкой, Алан случайно сталкивается с ней в душе, а Джейк терроризирует отца, поскольку видел отца в душе с девушкой Чарли.                                                                                  |            | |                |                                                                            |                  |                     |
| 34 | 10         | «The Salmon Under My Sweater» «Лосось под моим свитером»                                              | Памела Фрайман | История: Дон Фостер, Марк Робертс Телесценарий: Чак Лорри, Ли Аронсон      | 29 ноября 2004   | 17.88               |
| Алан идёт в кино с соседкой Чарли, Чарли пишет новую песню, но Джейку не очень нравится эта песня. |            | |                |                                                                            |                  |                     |
| 35 | 11         | «Last Chance to See Those Tattoos» «Последний шанс увидеть эти татуировки»                            | Памела Фрайман | Чак Лорри, Ли Аронсон                                                      | 13 декабря 2004  | 16.22               |
| Алан покупает веб-камеру, чтобы чаще общаться с сыном. Чарли считает, что кто-то распространяет о нём слухи и пытается выяснить, кто это.                                                                                         |            | |                |                                                                            |                  |                     |
| 36 | 12         | «A Lungful of Alan» «Глубокий вздох Алана»                                                            | Памела Фрайман | История: Чак Лорри, Ли Аронсон Телесценарий: Эдди Городецки, Марк Робертс  | 3 января 2005    | 18.03               |
| Алан встречается со старой школьной подругой. Чарли несомненно испытывает симпатии к подруге Алана, поэтому не стесняется с ней заигрывать.                                                                                       |            | |                |                                                                            |                  |                     |
| 37 | 13         | «Zejdz Z Moich Wlosów (a.k.a. Get Off My Hair)» «Отстань от моих волос!»                              | Памела Фрайман | История: Эдди Городецки, Сьюзан Биверс Телесценарий: Чак Лорри, Ли Аронсон | 17 января 2005   | 18.14               |
| Чарли встречается с польской девушкой. В то же время в Малибу произошло небольшое землетрясение. Алан предлагает своей жене пожить у Чарли. Однако самому Чарли это совсем не нравится.                                           |            | |                |                                                                            |                  |                     |
| 38 | 14         | «Those Big Pink Things with Coconut» «Те большие розовые штуки с кокосом»                             | Памела Фрайман | История: Чак Лорри, Ли Аронсон Телесценарий: Дон Фостер, Джефф Абугов      | 31 января 2005   | 17.01               |
| Алан не может понять, почему Джейк не может подготовиться к тесту. Он хочет, чтобы его мать перестала общаться с Джейком, поскольку та подорвала веру внука в свои силы.                                                          |            | |                |                                                                            |                  |                     |
| 39 | 15         | «Smell the Umbrella Stand» «Понюхай стойку для зонтиков»                                              | Памела Фрайман | История: Чак Лорри, Ли Аронсон Телесценарий: Дон Фостер, Сьюзан Биверс     | 7 февраля 2005   | 16.75               |
| Алана направляют на медицинское обследование, это явно его пугает. Чарли предлагает брату слегка развеяться. |            | |                |                                                                            |                  |                     |
| 40 | 16         | «Can You Eat Human Flesh with Wooden Teeth?» «Ты сможешь есть человеческую плоть деревянными зубами?» | Памела Фрайман | История: Чак Лорри, Ли Аронсон Телесценарий: Дон Фостер, Сьюзан Биверс     | 14 февраля 2005  | 16.78               |
| Бывшая жена Алана уехала на отдых и оставила братьям Джейка. Алану приходится заниматься сыном, это приводит к небольшим проблемам.                                                                                               |            | |                |                                                                            |                  |                     |
| 41 | 17         | «Woo-Hoo, a Hernia Exam!» «Ура! Осмотр грыжи!»                                                        | Памела Фрайман | История: Марк Робертс, Сьюзан Биверс Телесценарий: Чак Лорри, Ли Аронсон   | 21 февраля 2005  | 17.50               |
| Чарльз испытывает дискомфорт в спине. Алан соглашается подвезти его к доктору, однако Чарли не может вспомнить, какой у него врач.                                                                                                |            | |                |                                                                            |                  |                     |
| 42 | 18         | «It Was 'Mame,' Mom» «Это был Маме, мама!»                                                            | Памела Фрайман | История: Чак Лорри, Ли Аронсон Телесценарий: Эдди Городецки, Марк Робертс  | 7 марта 2005     | 17.45               |
| Алан узнаёт, что у Чарли есть необычный друг. Выясняется, что братья приглашены на вечеринку к этому другу. Соседка Чарли сидит с Джейком. В то же время Алан попадает в неудобную ситуацию на вечеринке.                         |            | |                |                                                                            |                  |                     |
| 43 | 19         | «A Low, Guttural Tongue-Flapping Noise» «Низкий горловой шлёпающий звук»                              | Гари Хэлворсон | История: Эдди Городецки, Марк Робертс Телесценарий: Чак Лорри, Ли Аронсон  | 21 марта 2005    | 15.92               |
| Чарли случайно поранил Алана и теперь ему предстоит всё делать за брата. Алану начинает нравиться девушка-модель, но ему сложно к ней подступиться.                                                                               |            | |                |                                                                            |                  |                     |
| 44 | 20         | «I Always Wanted a Shaved Monkey» «Мне всегда хотелось иметь бритую обезьянку»                        | Асаад Келада   | История: Сьюзан Биверс, Джефф Абугов Телесценарий: Чак Лорри, Ли Аронсон   | 18 апреля 2005   | 17.13               |
| Бывшая жена Алана пытается вытянуть из него как можно больше денег, что очень не нравится Алану. Чарли и Алан пытаются ругаться. Соседка Роуз хочет их помирить.                                                                  |            | |                |                                                                            |                  |                     |
| 45 | 21         | «A Sympathetic Crotch to Cry On» «Симпатическая промежность чтобы кричать»                            | Памела Фрайман | История: Чак Лорри, Ли Аронсон Телесценарий: Эдди Городецки, Марк Робертс  | 2 мая 2005       | 17.93               |
| Чарли и Алан узнают о смерти их отчима. Мать братьев хочет поехать на похороны и желает, чтобы все поехали с ней. |            | |                |                                                                            |                  |                     |
| 46 | 22         | «That Old Hose Bag is My Mother» «Та старая шлюха — моя мать»                                         | Гари Хэлворсон | История: Чак Лорри, Ли Аронсон Телесценарий: Дон Фостер, Марк Робертс      | 9 мая 2005       | 17.96               |
| Алан покупает автомобиль, который не очень нравится Чарли. Мать Алана просит его о маленькой услуге. |            | |                |                                                                            |                  |                     |
| 47 | 23         | «Squab, Squab, Squab, Squab, Squab» «Сквоб, Сквоб, Сквоб, Сквоб, Сквоб…»                              | Дж. Д. Лобю    | История: Чак Лорри, Ли Аронсон Телесценарий: Дон Фостер, Сьюзан Биверс     | 16 мая 2005      | 24.24               |
| Мать Алана и Чарли очень недовольна тем, что Джейка забирают на выходные родители жены Алана. Джейк не хочет проводить время у матери Алана и Чарли. Братья убеждают Джейка пойти, а сами отправляются провести прекрасный вечер. |            | |                |                                                                            |                  |                     |
| 48 | 24         | «Does This Smell Funny to You?» «Кое-что тебе забавно пахнет?»                                        | Памела Фрайман | История: Чак Лорри, Ли Аронсон Телесценарий: Сьюзан Биверс, Джефф Абугов   | 23 мая 2005      | 14.37               |
| Джейк читает доклад в школе о проведённых выходных с Чарли и Аланом. Эти выходные были весьма интересными для всех троих. |            | |                |                                                                            |                  |                     |

### Сезон 3: 2005—2006
| № общий | № в сезоне | Название                                                                                            | Режиссёр       | Автор сценария                                                                            | Дата премьеры    | Зрители в США (млн) |
| --- | ---------- | --------------------------------------------------------------------------------------------------- | -------------- | ----------------------------------------------------------------------------------------- | ---------------- | ------------------- |
| 49 | 1          | «Weekend in Bangkok with Two Olympic Gymnasts» «Выходные в Бангкоке с двумя гимнастами-олимпийцами» | Гари Хэлворсон | Чак Лорри, Ли Аронсон                                                                     | 19 сентября 2005 | 15.04               |
| Алан поправлял спутниковую тарелку и пострадал от падения. Его состояние очень сильно угнетает окружающих, поэтому Чарли предлагает брату посидеть с Джейком.                                                                              |            | |                |                                                                                           |                  |                     |
| 50 | 2          | «Principal Gallagher's Lesbian Lover» «Лесбийская любовница директрисы Галлахер»                    | Гари Хэлворсон | Эдди Городецки, Сьюзан Биверс                                                             | 26 сентября 2005 | 14.37               |
| Джейку грозит исключение из школы за проделки. Алан просит Чарли посидеть в его офисе, а сам едет в школу к сыну, чтобы хоть как-то уладить конфликт. В это время Чарли посещает гениальная идея по улучшению кабинета мануальной терапии. |            | |                |                                                                                           |                  |                     |
| 51 | 3          | «Carpet Burns and a Bite Mark» «Ожоги от ковра и следы от укусов»                                   | Гари Хэлворсон | История: Ли Аронсон, Дон Фостер Телесценарий: Чак Лорри                                   | 3 октября 2005   | 14.21               |
| Алан начинает восстанавливать отношения со своей бывшей женой. Это не нравится Чарли, поэтому он придумывает множество способов отвлечь своего брата от этой мысли.                                                                        |            | |                |                                                                                           |                  |                     |
| 52 | 4          | «Your Dismissive Attitude Toward Boobs» «Твое свободное отношение к сиськам»                        | Гари Хэлворсон | История: Эдди Городецки, Марк Робертс Телесценарий: Чак Лорри, Ли Аронсон                 | 10 октября 2005  | 15.24               |
| Домохозяйка Чарли хочет переночевать у него в доме. Самому Чарли эта идея не кажется хорошей. В какой-то момент Алану кажется, что его угнетают. И тогда он решает съехать.                                                                |            | |                |                                                                                           |                  |                     |
| 53 | 5          | «We Called It Mr. Pinky» «Мы звали его мистер Пинки»                                                | Гари Хэлворсон | Марк Робертс, Сьюзан Биверс                                                               | 17 октября 2005  | 15.56               |
| Джейк спрашивает Чарли совета на тему отношений. В то же время, всем кажется, что у Чарли - Эдипов комплекс. |            | |                |                                                                                           |                  |                     |
| 54 | 6          | «Hi, Mr. Horned One» «Привет мистер Рогатый!»                                                       | Гари Хэлворсон | История: Чак Лорри, Ли Аронсон Телесценарий: Эдди Городецки, Марк Робертс                 | 24 октября 2005  | 16.77               |
| Мать Чарли и Алана приглашает всех на костюмированную вечеринку, Алан хочет оградить Джейка от общения с девушками Чарли. Сам Чарли попадает в неловкую ситуацию, что приводит в итоге к куда более серьёзным последствиям.                |            | |                |                                                                                           |                  |                     |
| 55 | 7          | «Sleep Tight, Puddin' Pop» «Спокойной ночи, сладкая!»                                               | Гари Хэлворсон | История: Чак Лорри, Ли Аронсон Телесценарий: Эдди Городецки, Дон Фостер                   | 7 ноября 2005    | 16.19               |
| Роуз празднует День рождения. Наутро Чарли ждёт небольшой сюрприз, который впоследствии перерастает в нечто большее, чем просто череда событий.                                                                                            |            | |                |                                                                                           |                  |                     |
| 56 | 8          | «That Voodoo That I Do Do» «То Вуду, которым я действительно занимаюсь»                             | Гари Хэлворсон | История: Эдди Городецки, Марк Робертс Телесценарий: Чак Лорри, Ли Аронсон                 | 14 ноября 2005   | 15.17               |
| Чарли встречается с девушкой, которая сразу же его отвергает. Однако, это не останавливает брата-ловеласа и он начинает действовать. |            | |                |                                                                                           |                  |                     |
| 57 | 9          | «Madame and Her Special Friend» «Мадам и её особенный друг»                                         | Асаад Келада   | История: Чак Лорри, Ли Аронсон Телесценарий: Сьюзан Биверс, Джефф Абугов                  | 21 ноября 2005   | 15.74               |
| Алан знакомится с соседкой Чарли, которую сам Чарли не очень любит. Тем не менее, это не мешает Алану продолжить знакомство. |            | |                |                                                                                           |                  |                     |
| 58 | 10         | «Something Salted and Twisted» «Кое-что солёное и закрученное»                                      | Роб Шиллер     | История: Чак Лорри, Ли Аронсон Телесценарий: Эдди Городецки, Марк Робертс                 | 28 ноября 2005   | 16.53               |
| Алан приглашает семью на ужин, где сообщает хорошую новость. Единственное, что его не устраивает - это отсутствие благодарности от матери. В итоге Алан приходит к странному решению, которое не всегда возможно.                          |            | |                |                                                                                           |                  |                     |
| 59 | 11         | «Santa's Village of the Damned» «Проклятая деревня Санты»                                           | Роб Шиллер     | История: Дон Фостер, Сьюзан Биверс Телесценарий: Чак Лорри, Ли Аронсон                    | 19 декабря 2005  | 17.71               |
| У Алана появляется девушка, которая умеет превосходно готовить. Проблема в том, что всё это оставляет неизгладимый след в жизни Чарли и Алана.                                                                                             |            | |                |                                                                                           |                  |                     |
| 60 | 12         | «That Special Tug» «Это особое усилие»                                                              | Роб Шиллер     | История: Чак Лорри, Ли Аронсон Телесценарий: Дон Фостер, Сьюзан Биверс                    | 9 января 2006    | 17.20               |
| Чарли посещает психолога, в процессе этого он рассказывает много интересного про своего брата, однако это приводит к весьма нежелательным откровениям.                                                                                     |            | |                |                                                                                           |                  |                     |
| 61 | 13         | «Humiliation is a Visual Medium» «Оскорбление — это визуальное средство»                            | Роб Шиллер     | История: Эдди Городецки, Марк Робертс Телесценарий: Чак Лорри, Ли Аронсон                 | 23 января 2006   | 17.07               |
| Чарли встречается с девушкой, в итоге это приводит к длительным отношениям, что не очень нравится Чарли. Но когда это заходит дальше, Чарли явно требуется помощь.                                                                         |            | |                |                                                                                           |                  |                     |
| 62 | 14         | «Love Isn't Blind, It's Retarded» «Любовь не слепа, она тупа»                                       | Гари Хэлворсон | История: Дон Фостер, Сьюзан Биверс Телесценарий: Чак Лорри, Ли Аронсон Джефф Абугов       | 6 февраля 2006   | 16.33               |
| В то время, как Чарли встречается с одной девушкой, его дом посещает другая. Это приводит к неловкой ситуации, где приходится делать выбор.                                                                                                |            | |                |                                                                                           |                  |                     |
| 63 | 15         | «My Tongue is Meat» «Мой язык — мясо»                                                               | Гари Хэлворсон | История: Чак Лорри, Ли Аронсон Телесценарий: Эдди Городецки, Марк Робертс                 | 27 февраля 2006  | 17.04               |
| Чарли начал новые отношения, это повлияло на его образ жизни. Однако, он оставляет себе "отдушину", о которой вскоре узнает Джейк и домохозяйка.                                                                                           |            | |                |                                                                                           |                  |                     |
| 64 | 16         | «Ergo, the Booty Call» «Итак, требуется добыча»                                                     | Гари Хэлворсон | История: Дон Фостер, Сьюзан Биверс Телесценарий: Чак Лорри, Ли Аронсон                    | 6 марта 2006     | 17.06               |
| У соседки Чарли новый парень. Алан попадает в неловкую ситуацию со своей девушкой. Джейк празднует день рождения, а Чарли пытается привыкнуть к тому, что происходит вокруг.                                                               |            | |                |                                                                                           |                  |                     |
| 65 | 17         | «The Unfortunate Little Schnauser» «Невезучий маленький шнауцер»                                    | Гари Хэлворсон | История: Эдди Городецки, Марк Робертс Телесценарий: Чак Лорри, Ли Аронсон                 | 13 марта 2006    | 17.37               |
| Чарли приглашён на церемонию вручения премий в рекламе. Там он встречает своего старого друга, Арчи, с которым у Чарли явный внутренний конфликт.                                                                                          |            | |                |                                                                                           |                  |                     |
| 66 | 18         | «The Spit-Covered Cobbler» «Покрытый слюной сапожник»                                               | Гари Хэлворсон | История: Чак Лорри, Ли Аронсон Телесценарий: Эдди Городецки, Марк Робертс                 | 20 марта 2006    | 16.72               |
| Новая девушка Алана сломала машину. Ремонт обойдется недёшево, поэтому Алан хочет взять машину в аренду. Плюс ко всему, у девушки Алана проблема с зубами.                                                                                 |            | |                |                                                                                           |                  |                     |
| 67 | 19         | «Golly Moses, She's a Muffin» «Святой Моисей, она пышечка»                                          | Гари Хэлворсон | История: Эдди Городецки, Марк Робертс Телесценарий: Чак Лорри, Ли Аронсон                 | 10 апреля 2006   | 14.05               |
| Чарли замечает, что девушка Алана живет в доме Чарли уже очень долго, но не видит других изменений. Алан не может понять, почему Джейк стал хуже учиться и хочет устроить свою девушку на работу.                                          |            | |                |                                                                                           |                  |                     |
| 68 | 20         | «Always a Bridesmaid, Never a Burro» «Подружкой невесты всегда, осликом — никогда»                  | Гари Хэлворсон | История: Дон Фостер, Сьюзан Биверс Телесценарий: Чак Лорри, Ли Аронсон                    | 24 апреля 2006   | 14.47               |
| Чарли встречается с матерью бывшей девушки Алана. Бывшая девушка Алана живёт с его бывшей женой, это раздражает Алана, поэтому он шпионит за обоими через Джейка.                                                                          |            | |                |                                                                                           |                  |                     |
| 69 | 21         | «And the Plot Moistens» «И заговор увлажняется»                                                     | Джерри Закс    | История: Чак Лорри, Ли Аронсон, Марк Робертс Телесценарий: Эдди Городецки, Джим Паттерсон | 1 мая 2006       | 14.31               |
| Алана и его бывшую жену вызывают в школу. Джейку необходимо ходить на факультативные занятия. Чарли тем временем думает, что его брат - явный "ходок налево".                                                                              |            | |                |                                                                                           |                  |                     |
| 70 | 22         | «Just Once with Aunt Sophie» «Всего лишь раз с тётей Софи»                                          | Ли Аронсон     | Чак Лорри, Ли Аронсон                                                                     | 8 мая 2006       | 14.87               |
| Джейк знакомится с лучшей ученицей в классе. Чарли начинает давать ему советы, как вести себя на вечеринке, однако, Алан также хочет заняться воспитанием сына.                                                                            |            | |                |                                                                                           |                  |                     |
| 71 | 23         | «Arguments for the Quickie» «Аргументы для халтуры»                                                 | Джеймс Уиддоуз | История: Чак Лорри, Ли Аронсон Телесценарий: Дон Фостер, Сьюзан Биверс                    | 15 мая 2006      | 11.04               |
| Бывшая девушка Чарли приезжает в город, Джейка приглашают на спектакль, а Алан помогает Чарли устроить свидание. |            | |                |                                                                                           |                  |                     |
| 72 | 24         | «That Pistol-Packin' Hermaphrodite» «Тот вооружённый гермафродит»                                   | Джеймс Уиддоуз | История: Чак Лорри, Ли Аронсон Телесценарий: Дон Фостер, Сьюзан Биверс                    | 22 мая 2006      | 15.51               |
| Чарли собирается жениться, Алан в это наотрез отказывается верить, однако решает помочь своему брату. А соседка Роуз не очень довольна предстоящей свадьбой.                                                                               |            | |                |                                                                                           |                  |                     |

### Сезон 4: 2006—2007
| № общий | № в сезоне | Название                                                                                      | Режиссёр        | Автор сценария                                                                            | Дата премьеры    | Зрители в США (млн) |
| --- | ---------- | --------------------------------------------------------------------------------------------- | --------------- | ----------------------------------------------------------------------------------------- | ---------------- | ------------------- |
| 73 | 1          | «Working for Caligula» «Я работаю на Калигулу»                                                | Гари Хэлворсон  | Чак Лорри, Ли Аронсон                                                                     | 18 сентября 2006 | 15.09               |
| Алан теперь молодожён, но длится это недолго. Во время путешествия в Вегас он становится богачом, но когда его бросает возлюбленная, Алан остается ни с чем. Поэтому он снова приезжает к брату.                                                                                     |            |                                                                                               |                 |                                                                                           |                  |                     |
| 74 | 2          | «Who's Vod Kanockers?» «Кто такой Тит Касводкой?»                                             | Гари Хэлворсон  | История: Чак Лорри, Ли Аронсон Телесценарий: Эдди Городецки, Дон Фостер                   | 25 сентября 2006 | 15.28               |
| Алану непонятно, почему Чарли постоянно приводит домой разных девушек. Чарли непонятно, почему его брат так сильно о нём печётся. А в соседнем доме поселился Стивен Тайлер. |            |                                                                                               |                 |                                                                                           |                  |                     |
| 75 | 3          | «The Sea is a Harsh Mistress» «Море — жесткая любовница»                                      | Гари Хэлворсон  | История: Чак Лорри, Ли Аронсон Телесценарий: Эдди Городецки, Марк Робертс                 | 2 октября 2006   | 15.80               |
| Чарли чуть не утонул, после чего ему в голову пришло видение - он видит своего отца, который просит позаботиться о матери Алана и Чарли. А мать Чарли думает, что с сыном что-то не так.                                                                                             |            |                                                                                               |                 |                                                                                           |                  |                     |
| 76 | 4          | «A Pot Smoking Monkey» «Пыхающая косяком обезьяна»                                            | Гари Хэлворсон  | История: Билл Прэди, Мария Эспада Пирс Телесценарий: Чак Лорри, Ли Аронсон, Сьюзан Биверс | 9 октября 2006   | 16.38               |
| Алан хочет вернуть свою собаку - Честера. Ради собаки он готов на всё. Тем временем, Джейк хочет купить подарок подружке. |            |                                                                                               |                 |                                                                                           |                  |                     |
| 77 | 5          | «A Live Woman of Proven Fertility» «Женская способность к зачатию доказана»                   | Гари Хэлворсон  | История: Дон Фостер, Сьюзан Биверс Телесценарий: Чак Лорри, Ли Аронсон                    | 16 октября 2006  | 16.25               |
| Бывшая жена Алана хочет повторно выйти замуж. Чарли приглашает брата поесть вместе, а Джейк сбежал от матери к дяде. |            |                                                                                               |                 |                                                                                           |                  |                     |
| 78 | 6          | «Apologies for the Frivolity» «Приношу извинения за легкомыслие»                              | Гари Хэлворсон  | История: Чак Лорри, Ли Аронсон Телесценарий: Дон Фостер, Марк Робертс                     | 23 октября 2006  | 15.03               |
| Чарли встречает девушку, которая слишком осведомлена об образе его жизни. Алану эта девушка тоже нравится. |            |                                                                                               |                 |                                                                                           |                  |                     |
| 79 | 7          | «Repeated Blows to His Unformed Head» «Повторяющиеся удары по его не сформировавшейся голове» | Гари Хэлворсон  | История: Чак Лорри, Ли Аронсон Телесценарий: Эдди Городецки, Джим Паттерсон               | 6 ноября 2006    | 14.48               |
| К домработнице Чарли приезжает её младшая дочь. Это даёт Алану повод порассуждать о беременных женщинах, что не находит одобрения у Чарли, который в итоге встаёт на сторону защиты женщин вообще.                                                                                   |            |                                                                                               |                 |                                                                                           |                  |                     |
| 80 | 8          | «Release the Dogs» «Выпустите собак»                                                          | Гари Хэлворсон  | История: Сьюзан Биверс, Джим Паттерсон Телесценарий: Чак Лорри, Ли Аронсон                | 13 ноября 2006   | 15.83               |
| Алану не спится, поэтому он ищет способы заснуть, в числе которых - занятие спортом. В итоге он обращается к психологу. Чарли тем временем вынужден присматривать за Джейком и его другом.                                                                                           |            |                                                                                               |                 |                                                                                           |                  |                     |
| 81 | 9          | «Corey's Been Dead for an Hour» «Кори уже час как мёртв»                                      | Гари Хэлворсон  | История: Дон Фостер, Марк Робертс Телесценарий: Чак Лорри, Ли Аронсон                     | 20 ноября 2006   | 15.04               |
| Джейка оставили дома, Чарли и Алан пошли на двойное свидание. При этом Чарли не нравится тот факт, что Алан никогда не платит из своего кошелька. |            |                                                                                               |                 |                                                                                           |                  |                     |
| 82 | 10         | «Kissing Abe Lincoln» «Целуя Авраама Линкольна»                                               | Гари Хэлворсон  | История: Эдди Городецки, Марк Робертс Телесценарий: Чак Лорри, Ли Аронсон                 | 27 ноября 2006   | 15.50               |
| Очередная девушка Чарли оккупировала один из ящиков в его спальне. Алан пытается разобраться с квартирой, которую занимает его вторая бывшая жена. Домработница Чарли крайне недовольна ситуацией с претензиями от его очередной девушки.                                            |            |                                                                                               |                 |                                                                                           |                  |                     |
| 83 | 11         | «Walnuts and Demerol» «Грецкие орехи и демерол»                                               | Гари Хэлворсон  | История: Чак Лорри, Ли Аронсон Телесценарий: Сьюзан Биверс, Джим Паттерсон                | 11 декабря 2006  | 15.69               |
| Наступает Рождество, Чарли хочет отправить всех из дома, потому что у него свидание. Как назло, пришли практически все, даже Роуз. Джудит злится на своего нового жениха, потому что он заигрывает со второй бывшей женой Алана. Мать Чарли не хочет, чтобы он встречался с Глорией. |            |                                                                                               |                 |                                                                                           |                  |                     |
| 84 | 12         | «Castrating Sheep in Montana» «Кастрация овец в Монтане»                                      | Джеймс Уиддоуз  | История: Чак Лорри, Ли Аронсон Телесценарий: Эдди Городецки, Марк Робертс                 | 8 января 2007    | 14.78               |
| Алан сделал себе прокол в ухе. Джейк играет с Чарли в различные азартные игры. Домохозяйка Чарли считает, что Алан встречается с Наоми. |            |                                                                                               |                 |                                                                                           |                  |                     |
| 85 | 13         | «Don't Worry, Speed Racer» «Не волнуйся, гонщик!»                                             | Гари Хэлворсон  | История: Марк Робертс, Сьюзан Биверс Телесценарий: Чак Лорри, Ли Аронсон                  | 22 января 2007   | 15.85               |
| Алан просит свою бывшую, чтобы она и её новый муж вели себя потише в постели, когда Джейк у них дома. Мать Чарли готовится к сделке с недвижимостью, А Чарли терзается воспоминаниями прошлого.                                                                                      |            |                                                                                               |                 |                                                                                           |                  |                     |
| 86 | 14         | «That's Summer Sausage, Not Salami» «Это копчёная колбаса, а не салями»                       | Гари Хэлворсон  | История: Чак Лорри, Ли Аронсон Телесценарий: Дон Фостер, Сьюзан Биверс, Джим Паттерсон    | 5 февраля 2007   | 17.68               |
| У Чарли новая соседка. Он решает свести её с Аланом. В то же время Алан начинает негласную войну с домохозяйкой Чарли из-за молока. |            |                                                                                               |                 |                                                                                           |                  |                     |
| 87 | 15         | «My Damn Stalker» «Мой проклятый «Сталкер»»                                                   | Джеймс Уиддоуз  | История: Чак Лорри, Ли Аронсон Телесценарий: Эдди Городецки, Марк Робертс                 | 12 февраля 2007  | 15.50               |
| Роуз натаскивает Джейка для контрольной работы. Алан заводит себе персональную страницу на сайте знакомств, указав дом брата как свой. Чарли не нравится такая ситуация. |            |                                                                                               |                 |                                                                                           |                  |                     |
| 88 | 16         | «Young People Have Phlegm Too» «У молодых тоже бывает мокрота»                                | Эндрю Д. Вейман | История: Эдди Городецки, Марк Робертс Телесценарий: Чак Лорри, Ли Аронсон                 | 19 февраля 2007  | 16.56               |
| Чарли начинает чувствовать, что уже стареет. Это видно практически во всём, особенно в его поведении и стиле жизни. |            |                                                                                               |                 |                                                                                           |                  |                     |
| 89 | 17         | «I Merely Slept with a Commie» «Я просто спала с коммунистом»                                 | Гари Хэлворсон  | История: Чак Лорри, Ли Аронсон Телесценарий: Сьюзан Биверс, Джим Паттерсон                | 26 февраля 2007  | 16.58               |
| Мать Чарли и Алана была на похоронах подруги, которую никто не любил. Алан и Чарли обсуждают вопрос гипотетических похорон их матери, и забывают о её Дне рождения. |            |                                                                                               |                 |                                                                                           |                  |                     |
| 90 | 18         | «It Never Rains in Hooterville» «В Хутервилле никогда не бывает дождя»                        | Гари Хэлворсон  | История: Чак Лорри, Ли Аронсон Телесценарий: Дон Фостер, Марк Робертс                     | 19 марта 2007    | 11.68               |
| Алан понимает, что Джейк уже не ребёнок, при этом убеждается в том, что мало проводил времени с сыном. Поэтому он хочет всё исправить. Однако, как оказалось, всё это не так просто.                                                                                                 |            |                                                                                               |                 |                                                                                           |                  |                     |
| 91 | 19         | «Smooth as a Ken Doll» «Гладкий, как кукла Кен»                                               | Гари Хэлворсон  | История: Чак Лорри, Ли Аронсон Телесценарий: Эдди Городецки, Сьюзан Биверс Дон Фостер     | 9 апреля 2007    | 13.46               |
| Джудит собирается выходить замуж. Алан выписывает последний чек своей бывшей жене, но внезапно возникает препятствие в виде сестры нового мужа Джудит. |            |                                                                                               |                 |                                                                                           |                  |                     |
| 92 | 20         | «Aunt Myra Doesn't Pee a Lot» «Тетя Майра мало писает»                                        | Джерри Закс     | История: Эдди Городецки, Джим Паттерсон Телесценарий: Чак Лорри, Ли Аронсон               | 16 апреля 2007   | 13.03               |
| Майра, сестра нового мужа Джудит, провела ночь в доме Чарли. Алан идёт с Джейком выбирать костюм на свадьбу, а Чарли понимает, что пойти на свадьбу бывшей жены брата вовсе не плохая идея.                                                                                          |            |                                                                                               |                 |                                                                                           |                  |                     |
| 93 | 21         | «Tucked, Taped and Gorgeous» «В оборках, ленточках и блёстках»                                | Джерри Закс     | История: Чак Лорри, Ли Аронсон Телесценарий: Дон Фостер, Марк Робертс                     | 23 апреля 2007   | 12.27               |
| Алан приводит друга, который оказывается геем. Это очень тревожит Чарли, однако, Алан считает, что его брату нужно определиться с ориентацией. |            |                                                                                               |                 |                                                                                           |                  |                     |
| 94 | 22         | «Mr. McGlue's Feedbag» «Кормушка мистера МакГлю»                                              | Джон Крайер     | История: Чак Лорри, Ли Аронсон Телесценарий: Дон Фостер, Джим Паттерсон                   | 30 апреля 2007   | 13.71               |
| Алан идёт в автоинспекцию, Чарли должен помочь Джейку написать изложение, но вместо этого идёт на ипподром. |            |                                                                                               |                 |                                                                                           |                  |                     |
| 95 | 23         | «Anteaters. They're Just Crazy-Lookin'» «Муравьеды. Они выглядят совершенно бредово»          | Ли Аронсон      | История: Чак Лорри, Ли Аронсон Телесценарий: Дон Фостер, Марк Робертс, Джим Паттерсон     | 7 мая 2007       | 13.27               |
| У Чарли проблема - его терраса окончательно прогнила, поэтому Алан вызвал мастера. Бывшей жене Алана и домохозяйке Чарли этот мастер очень понравился, но это не полный список тех, кому он приглянулся.                                                                             |            |                                                                                               |                 |                                                                                           |                  |                     |
| 96 | 24         | «Prostitutes and Gelato» «Проститутки и мороженое»                                            | Тед Уасс        | История: Эдди Городецки, Сьюзан Биверс Телесценарий: Чак Лорри, Ли Аронсон                | 14 мая 2007      | 10.16               |
| У матери Алана и Чарли - новый ухажёр. Лично Чарли не одобряет выбор матери, однако, у Алана другое мнение. |            |                                                                                               |                 |                                                                                           |                  |                     |

### Сезон 5: 2007—2008
| № общий | № в сезоне | Название                                                                            | Режиссёр       | Автор сценария | Дата премьеры    | Зрители в США (млн) |
| --- | ---------- | ----------------------------------------------------------------------------------- | -------------- | --- | ---------------- | ------------------- |
| 97 | 1          | «Large Birds, Spiders and Mom» «Большие птицы, пауки и мама»                        | Тед Уасс       | История: Эдди Городецки, Марк Робертс Телесценарий: Чак Лорри, Ли Аронсон                                            | 24 сентября 2007 | 13.58               |
| Джейк переходит в среднюю школу, Алан очень сильно волнуется за сына. В это же время Чарли постоянно жалуется на сыпь.                                                                                   |            |                                                                                     |                | |                  |                     |
| 98 | 2          | «Media Room Slash Dungeon» «Комната для игр дробь темница»                          | Тед Уасс       | История: Чак Лорри, Ли Аронсон Телесценарий: Дон Фостер, Сьюзан Биверс, Джим Паттерсон                               | 1 октября 2007   | 13.24               |
| Мать Алана и Чарли собирается на мероприятие и просит своих сыновей составить ей компанию. Чарли предстоит узнать много нового о матери.                                                                 |            |                                                                                     |                | |                  |                     |
| 99 | 3          | «Dum Diddy Dum Diddy Doo» «Дум Дидди Дум Дидди Ду»                                  | Тед Уасс       | Чак Лорри, Ли Аронсон                                                                                                | 8 октября 2007   | 13.02               |
| Алан знакомится с девушкой-ровесницей. Чарли очень стесняется своего возраста, а Джейк постоянно говорит по телефону со своей подружкой.                                                                 |            |                                                                                     |                | |                  |                     |
| 100 | 4          | «City of Great Racks» «Город больших сисек»                                         | Джеймс Уиддоуз | История: Чак Лорри, Ли Аронсон, Дон Фостер, Марк Робертс Телесценарий: Эдди Городецки, Сьюзан Биверс, Джим Паттерсон | 15 октября 2007  | 13.69               |
| Чарли постоянно мерещится Роуз, соседка, при этом он встречается с новой девушкой, судьей. В конце концов, поговорив с психологом, Чарли пытается сам во всем разобраться.                               |            |                                                                                     |                | |                  |                     |
| 101 | 5          | «Putting Swim Fins on a Cat» «Одевая на кота ласты»                                 | Джеймс Уиддоуз | История: Марк Робертс Телесценарий: Эдди Городецки, Дон Фостер                                                       | 22 октября 2007  | 13.94               |
| Алан заметил, что у Чарли заканчиваются деньги. Сам Чарли предпочитает не думать об этом, однако его брата эта проблема очень сильно волнует.                                                            |            |                                                                                     |                | |                  |                     |
| 102 | 6          | «Help Daddy Find His Toenail» «Помоги папе отыскать его ноготь»                     | Джеймс Уиддоуз | История: Чак Лорри, Ли Аронсон Телесценарий: Сьюзан Биверс, Джим Паттерсон                                           | 29 октября 2007  | 13.73               |
| Чарли недоволен тем, что его девушка не хочет вести его на мероприятие в её честь, Джейк хочет отправиться на концерт, однако Алан не хочет отпускать его туда.                                          |            |                                                                                     |                | |                  |                     |
| 103 | 7          | «The Leather Gear Is in the Guest Room» «Кожаные приспособления в гостевой комнате» | Тед Уасс       | Чак Лорри, Ли Аронсон                                                                                                | 5 ноября 2007    | 13.80               |
| Чарли и Алан ссорятся из-за обилия ненужных вещей в доме Чарли. Это приводит к тому, что Алан принимает решение съехать куда-нибудь в другое место.                                                      |            |                                                                                     |                | |                  |                     |
| 104 | 8          | «Is There a Mrs. Waffles?» «А есть ли мисс Вафля?»                                  | Тед Уасс       | История: Сьюзан Биверс, Джим Паттерсон Телесценарий: Чак Лорри, Ли Аронсон                                           | 12 ноября 2007   | 14.12               |
| Чарли снялся в рекламе, что сразу повысило его популярность среди женщин. Алан чувствует себя приниженным и его откровенно бесит успех собственного брата.                                               |            |                                                                                     |                | |                  |                     |
| 105 | 9          | «Tight's Good» «Плотно — это хорошо»                                                | Джин Сагал     | История: Марк Робертс Телесценарий: Эдди Городецки, Дон Фостер                                                       | 19 ноября 2007   | 13.92               |
| Чарли познакомился с девушкой, но узнал, что она - дочь очередного жениха его матери. Поэтому он пообещал, что не будет с ней спать. Проблема в том, что удержать себя не так-то просто.                 |            |                                                                                     |                | |                  |                     |
| 106 | 10         | «Kinda Like Necrophilia» «Своего рода некрофилия»                                   | Тед Уасс       | История: Сьюзан Биверс, Джим Паттерсон Телесценарий: Чак Лорри, Ли Аронсон                                           | 26 ноября 2007   | 15.26               |
| Джейка бросила подружка. По этой же причине Алан впал в депрессию по несостоявшимся когда-то отношениям. В итоге это приводит к конфликту между братьями.                                                |            |                                                                                     |                | |                  |                     |
| 107 | 11         | «Meander to Your Dander» «Блуждая в твоей злости»                                   | Джеймс Уиддоуз | История: Дон Фостер, Марк Робертс Телесценарий: Сьюзан Биверс, Джим Паттерсон                                        | 17 марта 2008    | 14.06               |
| Алан встречается с девушкой, но хочет с ней расстаться. Поэтому он обращается к Чарли, который даёт своему брату пару советов.                                                                           |            |                                                                                     |                | |                  |                     |
| 108 | 12         | «A Little Clammy and None Too Fresh» «Немного липкий и совершенно несвежий»         | Джеймс Уиддоуз | История: Сьюзан Биверс, Джим Паттерсон Телесценарий: Чак Лорри, Ли Аронсон                                           | 24 марта 2008    | 14.23               |
| Чарли подхватил простуду, беда в том, что за ним никто не хочет ухаживать. В этот момент совершенно случайно появляется соседка Чарли - Роуз, которая делает всё возможное, чтобы Чарли стало лучше.     |            |                                                                                     |                | |                  |                     |
| 109 | 13         | «The Soil is Moist» «Почва увлажнена»                                               | Джеймс Уиддоуз | История: Эдди Городецки Телесценарий: Чак Лорри, Ли Аронсон                                                          | 31 марта 2008    | 14.50               |
| Алан случайно встретил подругу своей бывшей жены. Он хочет за ней приударить, поэтому Чарли даёт советы. С другой стороны, бывшая жена Алана не думает, что из этих отношений хоть что-то выйдет.        |            |                                                                                     |                | |                  |                     |
| 110 | 14         | «Winky-Dink Time» «Время флирта»                                                    | Джеймс Уиддоуз | История: Марк Робертс Телесценарий: Эдди Городецки, Джим Паттерсон                                                   | 14 апреля 2008   | 13.94               |
| Алан хочет снять проститутку, Чарли не может вспомнить, как зовут его бывшую девушку, а Джейк знакомится с Милли, дочкой этой бывшей девушки.                                                            |            |                                                                                     |                | |                  |                     |
| 111 | 15         | «Rough Night in Hump Junction» «Грубая ночь в Хемп Джанкшн»                         | Джеймс Уиддоуз | История: Марк Робертс Телесценарий: Чак Лорри, Ли Аронсон                                                            | 21 апреля 2008   | 13.36               |
| Чарли меняет девушек, как перчатки, за это его иногда бьют. Алан обеспокоен поведением брата, в конце концов, Чарли отправляется к психологу, чтобы решить свою проблему.                                |            |                                                                                     |                | |                  |                     |
| 112 | 16         | «Look at Me, Mommy, I'm Pretty» «Посмотри на меня, мама! Я красивый!»               | Джоэл Звик     | История: Чак Лорри, Ли Аронсон Телесценарий: Эдди Городецки, Дон Фостер, Сьюзан Биверс                               | 28 апреля 2008   | 12.91               |
| Мать Алана и Чарли готовится к свадьбе с Тедди. У жениха есть дочь, которой теперь больше нельзя встречаться с Чарли, однако, у Чарли иное мнение по этому поводу.                                       |            |                                                                                     |                | |                  |                     |
| 113 | 17         | «Fish in a Drawer» «Рыба в ящике»                                                   | Джеффри Мэлман | История: Кэрол Мендельсон, Нарен Шанкар Телесценарий: Сара Голдфингер, Эван Дански                                   | 5 мая 2008       | 13.61               |
| Тедди скоропостижно умер на свадьбе. Чарли первым заметил тело, после чего сообщил всем присутствующим. Всех отправили на допрос, в ходе которого выясняется много интересных подробностей семьи Харпер. |            |                                                                                     |                | |                  |                     |
| 114 | 18         | «If My Hole Could Talk» «Если бы моя дырка могла говорить»                          | Джон Крайер    | История: Чак Лорри, Ли Аронсон Телесценарий: Чак Лорри, Ли Аронсон Марк Робертс                                      | 12 мая 2008      | 13.82               |
| Алан сердится на Джейка за то, что он не успел вовремя написать сочинение. Братьям приходится ехать в магазин, искать нужную книгу. Там Чарли встречается с девушкой, которая старше его.                |            |                                                                                     |                | |                  |                     |
| 115 | 19         | «Waiting for the Right Snapper» «Ожидая исправившегося грубияна»                    | Джеффри Мэлман | История: Эдди Городецки, Дон Фостер Телесценарий: Эдди Городецки, Марк Робертс, Джим Паттерсон                       | 19 мая 2008      | 14.70               |
| Чарли хочет разобраться в отношениях, Алан пытается избавить Джейка от лени, а Джейк не понимает, почему это так важно.                                                                                  |            |                                                                                     |                | |                  |                     |

### Сезон 6: 2008—2009
| № общий | № в сезоне | Название                                                                           | Режиссёр       | Автор сценария                                                                                         | Дата премьеры    | Зрители в США (млн) |
| --- | ---------- | ---------------------------------------------------------------------------------- | -------------- | --- | ---------------- | ------------------- |
| 116 | 1          | «Taterhead is Our Love Child» «Этот тупица — плод нашей любви»                     | Джеймс Уиддоуз | История: Чак Лорри, Ли Аронсон Телесценарий: Марк Робертс, Дон Фостер, Джим Паттерсон                  | 22 сентября 2008 | 14.88               |
| Чарли случайно встречает девушку, с которой раньше встречался. У неё есть ребенок, поразительно похожий на Чарли. Алан думает, что это сын его брата. |            |                                                                                    |                | |                  |                     |
| 117 | 2          | «Pie Hole, Herb» «Закрой хлеборезку, Херб!»                                        | Джеймс Уиддоуз | История: Чак Лорри, Ли Аронсон Телесценарий: Эдди Городецки, Сьюзан Биверс                             | 29 сентября 2008 | 13.58               |
| Алан одалживает Чарли немного денег, с условием, что брат отдаст ему эти деньги на следующий день. Этот случай приводит к тому, что между братьями возникает небольшой конфликт.                                                                                              |            |                                                                                    |                | |                  |                     |
| 118 | 3          | «Damn You, Eggs Benedict» «Чёртовы яйца по-бенедиктински!»                         | Джин Сагал     | История: Дон Фостер, Марк Робертс Телесценарий: Чак Лорри, Ли Аронсон                                  | 6 октября 2008   | 14.07               |
| Алан встречается сразу с двумя женщинами. Джейк не может понять, почему ему ещё нельзя пиво, а Чарли увлёкся кулинарией, причём, весьма своеобразно. |            |                                                                                    |                | |                  |                     |
| 119 | 4          | «The Flavin' and the Mavin'» «Жёлтая краска и Умная голова»                        | Джеймс Уиддоуз | История: Чак Лорри, Ли Аронсон Телесценарий: Эдди Городецки, Джим Паттерсон                            | 13 октября 2008  | 14.72               |
| Чарли знакомится с секретаршей Алана, Алану это очень сильно не нравится. Он пытается всеми силами помешать этим отношениям, но прежде ему надо понять, как именно это сделать.                                                                                               |            |                                                                                    |                | |                  |                     |
| 120 | 5          | «A Jock Strap in Hell» «Подвязки в Аду»                                            | Джин Сагал     | История: Чак Лорри, Ли Аронсон Телесценарий: Эдди Городецки, Дон Фостер, Сьюзан Биверс                 | 20 октября 2008  | 14.63               |
| Чарли встречает бывшую девушку, которую он бросил. По совместительству, это бывшая учительница Джейка. Чарли сомневается в том, насколько он хороший. |            |                                                                                    |                | |                  |                     |
| 121 | 6          | «It's Always Nazi Week» «Это всегда нацистская неделя»                             | Джеймс Уиддоуз | История: Чак Лорри, Ли Аронсон Телесценарий: Марк Робертс, Джим Паттерсон                              | 3 ноября 2008    | 12.76               |
| Алан и Чарли вынуждены сидеть с Джейком три месяца. Чарли узнаёт, что Джудит ссорится со своим мужем, это очень заинтересовало Алана. |            |                                                                                    |                | |                  |                     |
| 122 | 7          | «Best H.O. Money Can Buy» «Лучшая штучка, которую можно купить за деньги»          | Джеймс Уиддоуз | История: Чак Лорри, Ли Аронсон Телесценарий: Эдди Городецки, Дон Фостер, Марк Робертс                  | 10 ноября 2008   | 14.50               |
| Алан ходит на свидание с Джудит, Чарли использует Джейка на всю катушку, а Джейк боится, что его отправят в армию и делает всё возможное, чтобы этого не случилось. |            |                                                                                    |                | |                  |                     |
| 123 | 8          | «Pinocchio's Mouth» «Рот Пиноккио»                                                 | Джеффри Мэлман | История: Чак Лорри, Марк Робертс Телесценарий: Дон Фостер, Джим Паттерсон                              | 17 ноября 2008   | 15.18               |
| Алан наказывает Джейка за провинность. Чарли озадачен тем, что ему придётся тратить время на свидание с девушкой, которая живёт в некоторой отдалённости от его дома. |            |                                                                                    |                | |                  |                     |
| 124 | 9          | «The Mooch at the Boo» «Бездельник из Бу»                                          | Джеффри Мэлман | История: Чак Лорри, Ли Аронсон Телесценарий: Эдди Городецки, Сьюзан Биверс                             | 24 ноября 2008   | 14.95               |
| Чарли просит Алана сдать его машину в автосервис. Алан должен присмотреть за домом своей матери, а Джейку понравились новые соседи Чарли. |            |                                                                                    |                | |                  |                     |
| 125 | 10         | «He Smelled the Ham, He Got Excited» «Он почувствовал запах ветчины и возбудился»  | Джеффри Мэлман | История: Марк Робертс Телесценарий: Дон Фостер, Сьюзан Биверс                                          | 8 декабря 2008   | 15.59               |
| Мать Алана и Чарли пообещала, что устроит Джейка в колледж. Джейк обрадован тем, что сможет получить в подарок машину, если будет лучше учиться. Алан рад, что забота об учёбе Джейка возложена на его мать, а Чарли не понимает, к чему привёдет такая дружба родственников. |            |                                                                                    |                | |                  |                     |
| 126 | 11         | «The Devil's Lube» «Смазка Дьявола»                                                | Джеффри Мэлман | История: Чак Лорри, Ли Аронсон, Марк Робертс Телесценарий: Дон Фостер, Эдди Городецки, Джим Паттерсон  | 15 декабря 2008  | 17.92               |
| Друг Чарли - Энди, внезапно умирает у Чарли дома. Это событие взволновало всех - особенно Чарли, поскольку Энди был его лучшим другом. Через какое-то время Чарли начинает понимать, что смерть может внезапно настигнуть и его.                                              |            |                                                                                    |                | |                  |                     |
| 127 | 12         | «Thank God for Scoliosis» «Спасибо Богу за сколиоз»                                | Джеффри Мэлман | История: Эдди Городецки, Джим Паттерсон Телесценарий: Чак Лорри, Марк Робертс                          | 12 января 2009   | 17.10               |
| Алан случайно завёл интригу со своим секретарём. Чарли предлагает несколько советов, но они не подходят Алану. Проблема ещё и в том, что Чарли когда-то встречался с секретаршей своего брата.                                                                                |            |                                                                                    |                | |                  |                     |
| 128 | 13         | «I Think You Offended Don» «Я думаю, ты оскорбил Дона»                             | Джеффри Мэлман | История: Чак Лорри, Марк Робертс Телесценарий: Ли Аронсон, Дон Фостер, Джим Паттерсон                  | 19 января 2009   | 16.09               |
| Алан переживает насчёт беременности Джудит, поскольку ему кажется, что это его ребенок. Чарли проигрался в покер, поэтому его подвёз таксист, Дон. Тем временем Джейк переживает относительно своего возраста, чем сильно раздражает Чарли.                                   |            |                                                                                    |                | |                  |                     |
| 129 | 14         | «David Copperfield Slipped Me a Roofie» «Дэвид Копперфилд подсунул мне снотворное» | Джеффри Мэлман | История: Марк Робертс Телесценарий: Дон Фостер, Джим Паттерсон                                         | 2 февраля 2009   | 16.55               |
| Секретарша Алана сообщает Чарли, что у его брата скоро день рождения. Теперь головы всех родных Алана забита тем, чтобы устроить имениннику незабываемую вечеринку. |            |                                                                                    |                | |                  |                     |
| 130 | 15         | «I'd Like to Start with the Cat» «Давай начнем с кота»                             | Джеффри Мэлман | История: Чак Лорри Телесценарий: Дон Фостер, Марк Робертс, Сьюзан Биверс                               | 9 февраля 2009   | 15.00               |
| Чарли разругался с новой девушкой, потому что не помнит её второе имя. Как ни странно, его брат Алан знает не только это, но и вообще всё, что можно знать. Из-за подавленности, Чарли обращается к психоаналитику.                                                           |            |                                                                                    |                | |                  |                     |
| 131 | 16         | «She'll Still Be Dead at Halftime» «В перерыве она всё ещё будет мертва»           | Джеффри Мэлман | История: Марк Робертс Телесценарий: Дон Фостер, Эдди Городецки                                         | 2 марта 2009     | 15.47               |
| Новой девушке Чарли необходимо ехать на похороны своей свекрови. Она рассказывает обо всём Чарли в надежде, что тот поедет с ней. Проблема в том, что в то же время к Чарли приезжает его бывшая девушка, с которой Чарли немного напился.                                    |            |                                                                                    |                | |                  |                     |
| 132 | 17         | «The 'Ocu' or the 'Pado'?» ««За» или «нято»?»                                      | Джеймс Уиддоуз | История: Сьюзан Биверс, Джим Паттерсон Телесценарий: Дон Фостер, Марк Робертс                          | 9 марта 2009     | 13.44               |
| Чарли влюбился в Челси, поэтому он идёт к психоаналитику. Чарли кажется, что его девушка не отвечает ему взаимностью. В итоге он придумывает весьма оригинальное решение. |            |                                                                                    |                | |                  |                     |
| 133 | 18         | «My Son's Enormous Head» «Огромная голова моего сына»                              | Джеймс Уиддоуз | История: Эдди Городецки, Сьюзан Биверс Телесценарий: Ли Аронсон, Джим Паттерсон                        | 16 марта 2009    | 14.12               |
| Челси, девушка Чарли, простудилась. На Чарли возлагается большая ответственность, поскольку он должен заботиться о своей больной девушке. |            |                                                                                    |                | |                  |                     |
| 134 | 19         | «The Two Finger Rule» «Правило двух пальцев»                                       | Джеймс Уиддоуз | История: Чак Лорри, Ли Аронсон Телесценарий: Сьюзан Биверс, Эдди Городецки, Джим Паттерсон             | 30 марта 2009    | 14.56               |
| Алан выясняет отношения с Мелиссой. Чарли получает от Челси отказ из-за бывшей девушки Чарли. Из-за ссоры с бывшей женой Алана, Хербу приходится на время остановиться у Чарли. Постепенно в доме Чарли появляются всё новые и новые лица.                                    |            |                                                                                    |                | |                  |                     |
| 135 | 20         | «Hello, I am Alan Cousteau» «Привет! Я — Алан Кусто»                               | Джеймс Уиддоуз | История: Чак Лорри, Марк Робертс Телесценарий: Ли Аронсон, Сьюзан Биверс, Эдди Городецки               | 13 апреля 2009   | 15.03               |
| Челси недовольна тем, что Чарли не рассказал своей матери о помолвке. Поэтому она решает подружиться с матерью Чарли. |            |                                                                                    |                | |                  |                     |
| 136 | 21         | «Above Exalted Cyclops» «Выше экзальтированных циклопов»                           | Джеймс Уиддоуз | История: Чак Лорри, Ли Аронсон Телесценарий: Эдди Городецки, Дон Фостер                                | 27 апреля 2009   | 14.16               |
| Челси хочет познакомить Алана со своей подругой, проблема в том, что это бывшая соседка Чарли, которая постоянно проникала в его дом. |            |                                                                                    |                | |                  |                     |
| 137 | 22         | «Sir Lancelot's Litter Box» «Лоток сэра Ланселота»                                 | Джон Крайер    | История: Чак Лорри, Ли Аронсон, Дон Фостер Телесценарий: Эдди Городецки, Сьюзан Биверс, Джим Паттерсон | 4 мая 2009       | 14.17               |
| Челси не понимает, почему она до сих пор снимает квартиру, когда она каждый вечер проводит с Чарли. Чарли не хочет, чтобы Челси жила у него. Тем временем, Алан не может привыкнуть к тому, что его потеснили.                                                                |            |                                                                                    |                | |                  |                     |
| 138 | 23         | «Good Morning, Mrs. Butterworth» «Доброе утро, госпожа Баттеруорт»                 | Марк Робертс   | История: Дон Фостер, Сид Янгерс Телесценарий: Эдди Городецки, Марк Робертс                             | 11 мая 2009      | 13.11               |
| Челси настаивает, чтобы Алан ехал вместе с ней и Чарли на отдых. В итоге это перерастает в постоянные походы по делам, в которых Чарли не отводится места. Это очень сильно огорчает самого Чарли.                                                                            |            |                                                                                    |                | |                  |                     |
| 139 | 24         | «Baseball Was Better with Steroids» «Бейсбол был лучше со стероидами»              | Ли Аронсон     | История: Марк Робертс, Сьюзан Биверс Телесценарий: Чак Лорри, Ли Аронсон                               | 18 мая 2009      | 16.18               |
| Алан встречает бывшую девушку Чарли, Чарли продолжает встречаться с Челси, а тем временем, Джудит готовится стать матерью. |            |                                                                                    |                | |                  |                     |

### Сезон 7: 2009—2010
| № общий | № в сезоне | Название                                                                           | Режиссёр       | Автор сценария | Дата премьеры    | Зрители в США (млн) |
| --- | ---------- | ---------------------------------------------------------------------------------- | -------------- | --- | ---------------- | ------------------- |
| 140 | 1          | «818-jklpuzo» «818-джеклпузо»                                                      | Джеймс Уиддоуз | История: Чак Лорри, Ли Аронсон, Марк Робертс Телесценарий: Эдди Городецки, Дон Фостер, Сьюзан Биверс                                  | 21 сентября 2009 | 13.63               |
| Бывшая девушка Чарли просит его помочь ей с записью музыки. При этом Челси не против, чтобы Чарли ей помог, но только как друг. |            |                                                                                    |                | |                  |                     |
| 141 | 2          | «Whipped Unto the Third Generation» «Подкаблучники до третьего колена»             | Джеймс Уиддоуз | Марк Робертс | 28 сентября 2009 | 13.86               |
| Чарли недоволен тем, что новая девушка Алана живёт в их доме. Алан пытается сказать брату о том, что им нужна новая кровать, а Челси пытается убедить Чарли, что всё в порядке. |            |                                                                                    |                | |                  |                     |
| 142 | 3          | «Mmm, fish. Yum.» «Ммм, рыбка. Мням — ням»                                         | Джеймс Уиддоуз | История: Чак Лорри, Ли Аронсон, Дон Фостер Телесценарий: Эдди Городецки, Сьюзан Биверс, Джим Паттерсон                                | 5 октября 2009   | 13.07               |
| Чарли вывихнул плечо, причина тому - кот Челси. Джудит уезжает с Хербом на отдых, Алану, тем временем, снова кажется, что он - отец дочери Джудит. |            |                                                                                    |                | |                  |                     |
| 143 | 4          | «Laxative Tester, Horse Inseminator» «Тестер слабительного, лошадиный осеменитель» | Джеймс Уиддоуз | История: Эдди Городецки, Сьюзан Биверс Телесценарий: Чак Лорри, Ли Аронсон, Марк Робертс                                              | 12 октября 2009  | 14.17               |
| Челси хочет улучшить отношения с Джейком. Алан пытается восстановить отношения с Мелиссой, Чарли делает замечание Джейку о том, что он не очень вежлив с Челси. |            |                                                                                    |                | |                  |                     |
| 144 | 5          | «For the Sake of the Child» «Во имя ребёнка»                                       | Джеймс Уиддоуз | История: Чак Лорри, Ли Аронсон, Марк Робертс Телесценарий: Дон Фостер, Джим Паттерсон                                                 | 19 октября 2009  | 14.07               |
| Джейк перестал общаться с Аланом и Чарли из-за того, что братья постоянно ссорятся друг с другом. Обстоятельства вынуждают Алана и Чарли по-новому взглянуть на их отношения. |            |                                                                                    |                | |                  |                     |
| 145 | 6          | «Give Me Your Thumb» «Дай мне твой палец»                                          | Джеймс Уиддоуз | История: Чак Лорри, Марк Робертс Телесценарий: Дэвид Ричардсон                                                                        | 2 ноября 2009    | 13.51               |
| Алан решает помочь Челси в её проблеме с позвоночником. В итоге Чарли ссорится с Аланом и тот уезжает к их матери. Челси идёт на приём к хирургу. |            |                                                                                    |                | |                  |                     |
| 146 | 7          | «Untainted by Filth» «Незамаранный грязью»                                         | Джеймс Уиддоуз | История: Чак Лорри, Ли Аронсон, Дон Фостер Телесценарий: Сьюзан Биверс, Джим Паттерсон                                                | 9 ноября 2009    | 14.44               |
| Челси в восторге от того, что их свадьба состоится в престижном отеле, номер в котором дарит мать Чарли. Алан в ещё большем восторге, он пользуется сложившейся ситуацией по полной. |            |                                                                                    |                | |                  |                     |
| 147 | 8          | «Gorp. Fnark. Schmegle.» «Горп. Фнарк. Шмегл.»                                     | Джеймс Уиддоуз | История: Чак Лорри, Ли Аронсон, Марк Робертс Телесценарий: Эдди Городецки, Сьюзан Биверс, Джим Паттерсон                              | 16 ноября 2009   | 13.69               |
| Челси и Чарли идут на ужин в ресторан. Там они встречают старую подругу Челси, у которой неприятности с бывшим бойфрендом. В итоге Челси предлагает подруге остаться на время у Чарли. |            |                                                                                    |                | |                  |                     |
| 148 | 9          | «Captain Terry's Spray-On Hair» «Спрей для волос Капитана Терри»                   | Джеймс Уиддоуз | История: Эдди Городецки, Дон Фостер, Сьюзан Биверс, Джим Паттерсон Телесценарий: Чак Лорри, Ли Аронсон, Марк Робертс                  | 23 ноября 2009   | 13.91               |
| Джейк идёт на свидание, Челси и Чарли обсуждают их личную жизнь, а Алан обеспокоен своими волосами, поэтому использует специальный лак. |            |                                                                                    |                | |                  |                     |
| 149 | 10         | «That's Why They Call It Ball Room» «Поэтому их и называют бальными»               | Джеймс Уиддоуз | История: Чак Лорри, Джим Паттерсон Телесценарий: Ли Аронсон, Марк Робертс, Эдди Городецки, Дон Фостер                                 | 7 декабря 2009   | 14.84               |
| Чарли не хочет репетировать свадебный танец, поэтому Челси очень этим недовольна. Алан учит Чарли танцевать. На первом пробном вальсе Чарли узнаёт, что Челси 2 года скрывает от него тайну.                                                                                                   |            |                                                                                    |                | |                  |                     |
| 150 | 11         | «Warning, It's Dirty» «Предупреждаю — это пошло!»                                  | Джеймс Уиддоуз | История: Чак Лорри, Марк Робертс Телесценарий: Эдди Городецки, Дон Фостер                                                             | 14 декабря 2009  | 16.37               |
| У Джейка проблема - он не может общаться с другими девушками, потому что его девушка в отъезде. Чарли полагает, что племянник не прав. Алан разослал всем нелепый стих в качестве подарка на Рождество. Тем временем, мать Алана и Чарли знакомит сыновей с очень богатым и старым продюсером. |            |                                                                                    |                | |                  |                     |
| 151 | 12         | «Fart Jokes, Pie and Celeste» «Пердёжные приколы, пирог и Селеста»                 | Джеймс Уиддоуз | История: Чак Лорри, Ли Аронсон, Дон Фостер, Марк Робертс Телесценарий: Эдди Городецки, Сьюзан Биверс, Джим Паттерсон, Дэвид Ричардсон | 11 января 2010   | 17.27               |
| От Джейка ушла девушка. Алан идёт с Хербом в ресторан, тем временем Челси вступает в очередной раздрай с Чарли. |            |                                                                                    |                | |                  |                     |
| 152 | 13         | «Yay, No Polyps!» «Ура, полипов нет!»                                              | Джеймс Уиддоуз | История: Чак Лорри, Ли Аронсон Телесценарий: Дон Фостер, Марк Робертс, Джим Паттерсон                                                 | 18 января 2010   | 16.20               |
| Чтобы не ехать на встречу с родителями Челси, Чарли идёт на обследование к врачу. Алан должен помочь брату, иначе хитрый план Чарли может раскрыться. |            |                                                                                    |                | |                  |                     |
| 153 | 14         | «Crude and Uncalled For» «Грубо и неуместно»                                       | Джеймс Уиддоуз | История: Чак Лорри, Ли Аронсон Телесценарий: Дон Фостер, Марк Робертс, Эдди Городецки                                                 | 1 февраля 2010   | 16.51               |
| Алан идёт на свидание и попадает в неприятную ситуацию. Чарли должен помочь брату. Однако всё изначально идёт не так, как хотелось бы. |            |                                                                                    |                | |                  |                     |
| 154 | 15         | «Aye, Aye, Captain Douche» «Так точно, капитан»                                    | Джеймс Уиддоуз | История: Чак Лорри, Ли Аронсон, Сьюзан Биверс Телесценарий: Дон Фостер, Марк Робертс, Джим Паттерсон                                  | 8 февраля 2010   | 17.66               |
| Челси поздно пришла домой, что даёт Чарли повод для ревности. Алан даёт советы по улучшению отношений с Челси, в первую очередь - поработать над улучшением своего "Я". |            |                                                                                    |                | |                  |                     |
| 155 | 16         | «Tinkle Like a Princess» «Журчит как принцесса»                                    | Джеймс Уиддоуз | История: Чак Лорри, Ли Аронсон Телесценарий: Дон Фостер, Марк Робертс, Джим Паттерсон                                                 | 1 марта 2010     | 16.86               |
| Челси уехала к родителям, вследствие чего Чарли впадает в глубокую депрессию. Алан всеми силами пытается помочь брату. В итоге Чарли уходит в загул и знакомится с девушкой. |            |                                                                                    |                | |                  |                     |
| 156 | 17         | «I Found Your Moustache» «Я нашла твои усы»                                        | Джеймс Уиддоуз | История: Чак Лорри, Ли Аронсон, Марк Робертс Телесценарий: Дон Фостер, Эдди Городецки, Джим Паттерсон                                 | 8 марта 2010     | 17.61               |
| Челси встречается с другим, Чарли решает проследить за новым ухажёром Челси, Алан всячески помогает брату, поскольку у него есть опыт в преследовании и слежке. В итоге Чарли переосмысливает свои братские отношения с Аланом.                                                                |            |                                                                                    |                | |                  |                     |
| 157 | 18         | «Ixnay on the Oggie Day» «Молчок зубы на крючок»                                   | Джеймс Уиддоуз | История: Дон Фостер, Эдди Городецки, Джим Паттерсон Телесценарий: Чак Лорри, Ли Аронсон, Марк Робертс                                 | 22 марта 2010    | 14.46               |
| Алан знакомится с клиенткой, что наводит его на интересную мысль. Чарли встречает старую подругу Челси, а Джейк делает новую причёску. |            |                                                                                    |                | |                  |                     |
| 158 | 19         | «Keith Moon Is Vomiting in His Grave» «Кейт Мун сейчас блюёт в своей могиле»       | Джеймс Уиддоуз | История: Марк Робертс, Дон Фостер Телесценарий: Эдди Городецки, Джим Паттерсон                                                        | 12 апреля 2010   | 13.71               |
| Джейк приходит домой с другом, Элриджем. Чарли работает над новой песней, поэтому ему не должны мешать. К несчастью, так и происходит. После гневного разговора с подростками, те решают заняться чем-то поинтереснее.                                                                         |            |                                                                                    |                | |                  |                     |
| 159 | 20         | «I Called Him Magoo» «Я звала его Магу»                                            | Джеймс Уиддоуз | История: Чак Лорри, Ли Аронсон Телесценарий: Марк Робертс, Дон Фостер, Сьюзан Биверс                                                  | 10 мая 2010      | 13.86               |
| Алан начинает встречаться с матерью Элриджа - друга Джейка. Он просит Чарли присмотреть за Джейком, который находится под домашним арестом. Однако сам Чарли всё ещё скучает по Челси. |            |                                                                                    |                | |                  |                     |
| 160 | 21         | «Gumby with a Pokey» «Гамби и Поки»                                                | Джеймс Уиддоуз | История: Чак Лорри, Ли Аронсон, Сьюзан Биверс, Дэвид Ричардсон Телесценарий: Дон Фостер, Марк Робертс, Эдди Городецки, Джим Паттерсон | 17 мая 2010      | 13.28               |
| У Джудит умирает дедушка, который оставляет Алану старинные часы. Проблема в том, что для того, чтобы их получить, надо ехать в другой город. У Чарли появляется шанс провести время в одиночестве.                                                                                            |            |                                                                                    |                | |                  |                     |
| 161 | 22         | «This Is Not Gonna End Well» «Добром это не кончится»                              | Ли Аронсон     | История: Чак Лорри, Ли Аронсон, Дон Фостер, Марк Робертс Телесценарий: Эдди Городецки, Джим Паттерсон, Сьюзан Биверс, Дэвид Ричардсон | 24 мая 2010      | 15.46               |
| Чарли арестовали за неоплаченные штрафы и превышение скорости. Выясняется, что у Чарли давно проблемы с вождением, поэтому у него отбирают права. Чтобы как-то посочувствовать, Джейк предлагает свою помощь как водитель. Алан также хочет помочь брату.                                      |            |                                                                                    |                | |                  |                     |

### Сезон 8: 2010—2011
| № общий | № в сезоне | Название                                                                      | Режиссёр       | Автор сценария                                                                                          | Дата премьеры    | Зрители в США (млн) |
| --- | ---------- | ----------------------------------------------------------------------------- | -------------- | --- | ---------------- | ------------------- |
| 162 | 1          | «Three Girls and a Guy Named Bud» «Три девочки и серфер»                      | Джеймс Уиддоуз | История: Чак Лорри, Ли Аронсон Телесценарий: Дон Фостер, Эдди Городецки, Джим Паттерсон                 | 20 сентября 2010 | 14.65               |
| Алан приходит домой после встречи с матерью Элдриджа. Чарли просыпается на лестнице, а Джейк провел ночь с двумя девушками. Это очень сильно волнует Алана, особенно, когда выясняется, что девушек было немного больше. |            |                                                                               |                | |                  |                     |
| 163 | 2          | «A Bottle of Wine and a Jackhammer» «Бутылка вина и отбойный молоток»         | Джеймс Уиддоуз | История: Чак Лорри, Ли Аронсон, Сьюзан Биверс Телесценарий: Дон Фостер, Эдди Городецки, Джим Паттерсон  | 27 сентября 2010 | 13.92               |
| Линси признается Алану в любви и предлагает переехать к ней. Чарли только рад этому. Однако, это оказывается не так просто, как казалось изначально.                                                                     |            |                                                                               |                | |                  |                     |
| 164 | 3          | «A Pudding-Filled Cactus» «Кактус, наполненный пудингом»                      | Джеймс Уиддоуз | История: Чак Лорри, Ли Аронсон, Дэвид Ричардсон Телесценарий: Дон Фостер, Эдди Городецки, Сьюзан Биверс | 4 октября 2010   | 14.37               |
| После того, как Алан случайно встречает Мелису, у него появляются небольшие проблемы с Линси. Тем временем Чарли вовсю наслаждается спокойствием и тишиной.                                                              |            |                                                                               |                | |                  |                     |
| 165 | 4          | «Hookers, Hookers, Hookers» «Проститутки, Проститутки, Проститутки»           | Джеймс Уиддоуз | История: Дон Фостер, Эдди Городецки, Сьюзан Биверс Телесценарий: Чак Лорри, Ли Аронсон, Джим Паттерсон  | 11 октября 2010  | 13.47               |
| Алан случайно спалил дом Линси и вынужден вернуться к Чарли. Теперь какое-то время Алан, Линси, Элдридж и Джейк будут жить у Чарли.                                                                                      |            |                                                                               |                | |                  |                     |
| 166 | 5          | «The Immortal Mr. Billy Joel» «Вечный мистер Билли Джоэл»                     | Джеймс Уиддоуз | История: Чак Лорри, Ли Аронсон, Дон Фостер Телесценарий: Эдди Городецки, Сьюзан Биверс, Джим Паттерсон  | 18 октября 2010  | 13.54               |
| У Алана проблемы с деньгами, а Чарли получил премию. Алан случайно находит оставленные Чарли деньги и решает использовать их себе во благо.                                                                              |            |                                                                               |                | |                  |                     |
| 167 | 6          | «Twanging Your Magic Clanger» «Звенящее очарование твоего промаха»            | Джеймс Уиддоуз | История: Ли Аронсон, Дон Фостер Телесценарий: Чак Лорри, Эдди Городецки, Джим Паттерсон                 | 25 октября 2010  | 13.77               |
| Джейк не хочет проводить выходные с отцом и дядей. Алан решает потратить время на себя, тем временем, Чарли обзавёлся новой девушкой.                                                                                    |            |                                                                               |                | |                  |                     |
| 168 | 7          | «The Crazy Bitch Gazette» «Вестник «Чокнутая сучка»»                          | Джеймс Уиддоуз | История: Чак Лорри, Ли Аронсон Телесценарий: Дон Фостер, Эдди Городецки, Джим Паттерсон                 | 1 ноября 2010    | 13.64               |
| Новую девушку Чарли ничего не может вывести из себя - ни мать Чарли, ни Алан, ни Джейк. Даже образ жизни Чарли не может поколебать её. Однако, причина всё же находится.                                                 |            |                                                                               |                | |                  |                     |
| 169 | 8          | «Springtime on a Stick» «Весна на палочке»                                    | Джеймс Уиддоуз | Эдди Городецки, Джим Паттерсон                                                                          | 8 ноября 2010    | 13.63               |
| Чарли в очередной раз забывает о Дне рождения матери. Алан и его сын идут к ней в гости. После этого у Джейка возникает весьма интересная идея, но у Алана и Чарли возникает идея получше.                               |            |                                                                               |                | |                  |                     |
| 170 | 9          | «A Good Time in Central Africa» «Веселуха в центральной Африке»               | Джеймс Уиддоуз | История: Дон Рео Телесценарий: Эдди Городецки, Джим Паттерсон                                           | 15 ноября 2010   | 14.25               |
| После очередного хорошо проведённого вечера, Чарли просыпается у себя дома и понимает, что у него новая домработница. Забота этой женщины настолько сильно нравится Чарли, что он быстро привыкает к такой жизни.        |            |                                                                               |                | |                  |                     |
| 171 | 10         | «Ow, Ow, Don't Stop» «Ух, ах, продолжай…»                                     | Джеймс Уиддоуз | История: Чак Лорри, Ли Аронсон Телесценарий: Сьюзан Биверс, Дон Рео, Дэвид Ричардсон                    | 22 ноября 2010   | 14.39               |
| К Чарли приезжает Кортни, которая начинает пользоваться бывшим парнем по полной. Алану это очень не нравится, поэтому он пытается найти выход из сложившейся ситуации.                                                   |            |                                                                               |                | |                  |                     |
| 172 | 11         | «Dead from the Waist Down» «Парализован ниже пояса»                           | Джеймс Уиддоуз | История: Сьюзан Биверс, Дон Рео, Дэвид Ричардсон Телесценарий: Чак Лорри, Ли Аронсон                    | 6 декабря 2010   | 13.41               |
| Алан недоволен тем, что Чарли задаривает подарками Кортни. Причина тому - не лучшее финансовое положение Алана. |            |                                                                               |                | |                  |                     |
| 173 | 12         | «Chocolate Diddlers or My Puppy's Dead» «Шоколадная фигня или мой щенок сдох» | Джеймс Уиддоуз | История: Чак Лорри Телесценарий: Эдди Городецки, Джим Паттерсон                                         | 13 декабря 2010  | 13.95               |
| Чарли расстаётся с Кортни. Чтобы как-то отвлечься, он идёт на вечеринку к Джейку. В это же время он понимает, что проблема куда более серьёзная, поэтому он идёт к психологу.                                            |            |                                                                               |                | |                  |                     |
| 174 | 13         | «Skunk, Dog, Crap and Ketchup» «Скунс, собачье дерьмо и кетчуп»               | Джеймс Уиддоуз | История: Алисса Ньюбауэр Телесценарий: Чак Лорри, Ли Аронсон, Дон Рео, Дэвид Ричардсон                  | 3 января 2011    | 15.36               |
| Когда Чарли узнаёт тайну Линси, они договариваются, что тайна Чарли не будет раскрыта. Это приводит к странным отношениям между Линси и Чарли, которые очень не нравится Алану.                                          |            |                                                                               |                | |                  |                     |
| 175 | 14         | «Lookin' for Japanese Subs» «Высматривая японские подлодки»                   | Джеймс Уиддоуз | История: Чак Лорри, Ли Аронсон Телесценарий: Эдди Городецки, Сьюзан Биверс, Джим Паттерсон              | 17 января 2011   | 15.56               |
| Чарли случайно встречает Роуз в магазине. Джейк со своим другом записывают видео-трюки, тем временем, Алан даёт советы и пытается надоумить сына.                                                                        |            |                                                                               |                | |                  |                     |
| 176 | 15         | «Three Hookers and a Philly Cheesesteak» «Три проститутки и сырная палочка»   | Джеймс Уиддоуз | Эдди Городецки, Джим Паттерсон                                                                          | 7 февраля 2011   | 15.15               |
| Алан придумал бизнес-проект, после чего стал уговаривать всех присоединиться. Чарли встречается с Роуз, правда, крайне редко.                                                                                            |            |                                                                               |                | |                  |                     |
| 177 | 16         | «That Darn Priest» «Тот чёртов священник»                                     | Джеймс Уиддоуз | История: Чак Лорри, Ли Аронсон Телесценарий: Сьюзан Биверс, Дон Рео, Дэвид Ричардсон                    | 14 февраля 2011  | 14.51               |
| Алан сильно сожалеет о том, что занял много денег на бизнес-проект. |            |                                                                               |                | |                  |                     |

### Сезон 9: 2011—2012
| № общий | № в сезоне | Название                                                                      | Режиссёр       | Автор сценария | Дата премьеры    | Зрители в США (млн) |
| --- | ---------- | ----------------------------------------------------------------------------- | -------------- | --- | ---------------- | ------------------- |
| 178 | 1          | «Nice to Meet You, Walden Schmidt» «Приятно познакомиться, Уолден Шмидт»      | Джеймс Уиддоуз | Чак Лорри, Ли Аронсон, Эдди Городецки, Джим Паттерсон                                                                | 19 сентября 2011 | 28.74               |
| Чарли погибает во время путешествия. После его смерти у всей семьи Харперов возникает проблема - им нужно продать дом. По случайности, Алан знакомится с миллиардером - Уолденом Шмидтом, которого бросила девушка. Алан решает помочь своему новому другу, в результате чего проблемы семьи с продажей дома решены. |            |                                                                               |                | |                  |                     |
| 179 | 2          | «People Who Love Peepholes» «Люди, которые любят глазки»                      | Джеймс Уиддоуз | Чак Лорри, Ли Аронсон, Эдди Городецки, Джим Паттерсон                                                                | 26 сентября 2011 | 20.52               |
| Уолден нанимает Берту в качестве домохозяйки. Алан переезжает к матери. Спустя какое-то время Уолден приезжает к Алану и просит его помочь ему с бывшей женой. |            |                                                                               |                | |                  |                     |
| 180 | 3          | «Big Girls Don't Throw Food» «Большие девочки не бросаются едой»              | Джеймс Уиддоуз | История: Чак Лорри, Эндрю Дж. Б. Аронсон Телесценарий: Эдди Городецки, Джим Паттерсон                                | 3 октября 2011   | 17.71               |
| Алан возвращается в дом к Уолдену. Джейк также на время остается у Уолдена, вследствие чего отцу и сыну необходимо делить комнату. |            |                                                                               |                | |                  |                     |
| 181 | 4          | «Nine Magic Fingers» «Девять волшебных пальцев»                               | Джеймс Уиддоуз | История: Эдди Городецки, Джим Паттерсон Телесценарий: Чак Лорри, Ли Аронсон                                          | 10 октября 2011  | 16.20               |
| Алан информирует Уолдена о том, что придёт с девушкой. Берта приводит ухажёра, Уолден не может смириться с тем, что у него не получается помириться с женой и уходит в бар. |            |                                                                               |                | |                  |                     |
| 182 | 5          | «A Giant Cat Holding a Churro» «Гигантский кот, держащий крендель»            | Джеймс Уиддоуз | История: Чак Лорри, Ли Аронсон, Эдди Городецки, Джим Паттерсон Телесценарий: Сьюзан Биверс, Дон Рео, Дэвид Ричардсон | 17 октября 2011  | 15.14               |
| Алан делится секретами со своей девушкой и они ссорятся. Уолден смотрит кино для взрослых с участием девушки Алана, а затем устраивает вечеринку, чтобы забыть о том, что у него проблемы с женой. |            |                                                                               |                | |                  |                     |
| 183 | 6          | «The Squat and the Hover» «Присядь и ожидай»                                  | Джеймс Уиддоуз | История: Чак Лорри, Ли Аронсон, Эдди Городецки, Джим Паттерсон Телесценарий: Сьюзан Биверс, Дон Рео, Дэвид Ричардсон | 24 октября 2011  | 15.29               |
| Уолден наконец-то получает документы о разводе с женой. Это очень расстраивает его. Алан рекомендует Уолдену сходить к психологу, к которому ходил Чарли. |            |                                                                               |                | |                  |                     |
| 184 | 7          | «Those Fancy Japanese Toilets» «Эти смешные японские туалеты»                 | Джеймс Уиддоуз | История: Чак Лорри, Ли Аронсон Телесценарий: Эдди Городецки, Джим Паттерсон                                          | 31 октября 2011  | 13.90               |
| Мать Чарли обнаружила личный сейф своего покойного сына, в нём оказался дневник, который стал изучать Алан. Тем временем, Уолден хочет заняться перепланировкой дома и нанимает мать Алана и Чарли как дизайнера. |            |                                                                               |                | |                  |                     |
| 185 | 8          | «Thank You For The Intercourse» «Спасибо за откровенность»                    | Джеймс Уиддоуз | История: Чак Лорри, Сьюзан Макмартин Телесценарий: Ли Аронсон, Эдди Городецки, Джим Паттерсон                        | 7 ноября 2011    | 14.71               |
| 186 | 9          | «Frodo's Headshots» «Первые снимки Фродо»                                     | Джеймс Уиддоуз | История: Чак Лорри, Ли Аронсон Телесценарий: Сьюзан Биверс, Дон Рео, Дэвид Ричардсон                                 | 14 ноября 2011   | 14.77               |
| Алан возвращается домой после пребывания в клинике. По пути домой он узнаёт, что девушка Джейка "вроде как беременна". Помимо этого, Алана ожидает новость о налоговой проверке и о том, что Уолден переспал с Линси.                                                                                                |            |                                                                               |                | |                  |                     |
| 187 | 10         | «A Fishbowl Full of Glass Eyes» «Аквариум, полный стеклянных глаз»            | Джеймс Уиддоуз | История: Чак Лорри, Джемма Бэйкер Телесценарий: Ли Аронсон, Эдди Городецки, Джим Паттерсон                           | 21 ноября 2011   | 15.82               |
| У Алана возникли проблемы с деньгами, поэтому он делает всё возможное, чтобы хоть как-то заработать. Джейк тем временем, оказывает кучу услуг Уолдену, правда, не бесплатно. Алан понимает, что Уолден может помочь и ему.                                                                                           |            |                                                                               |                | |                  |                     |
| 188 | 11         | «What a Lovely Landing Strip» «Какая же прекрасная взлётно-посадочная полоса» | Джеймс Уиддоуз | История: Чак Лорри, Ли Аронсон Телесценарий: Эдди Городецки, Дон Рео, Джим Паттерсон                                 | 5 декабря 2011   | 15.18               |
| Уолден начинает встречаться с девушкой, также не за горами подписание документов на развод. В какой-то момент к Уолдену приезжает его бывшая жена и теперь придётся сделать выбор в пользу одной из девушек. |            |                                                                               |                | |                  |                     |
| 189 | 12         | «One False Move, Zimbabwe!» «Один неверный шаг, Зимбабве!»                    | Джеймс Уиддоуз | История: Чак Лорри, Ли Аронсон Телесценарий: Эдди Городецки, Дон Рео, Джим Паттерсон                                 | 12 декабря 2011  | 14.88               |
| Близится рождество. Уолден предлагает своей девушке переехать к нему, но она не хочет спешить. Родители Уолдена хотят приехать на праздник. Алан пытается разобраться в отношениях с матерью. Между тем, Уолден узнаёт то, что от него скрывали долгое время.                                                        |            |                                                                               |                | |                  |                     |
| 190 | 13         | «Slowly and in a Circular Fashion» «Медленно и по кругу»                      | Джеймс Уиддоуз | История: Чак Лорри, Эштон Кутчер Телесценарий: Ли Аронсон, Эдди Городецки, Джим Паттерсон                            | 2 января 2012    | 13.94               |
| Уолден потерял деньги на очередном вложении, но ему это не кажется катастрофой. Алан наоборот, считает, что это просто ужасно. В итоге Уолдена отстраняют от управления компанией. |            |                                                                               |                | |                  |                     |
| 191 | 14         | «A Possum on Chemo» «Опоссум на химиотерапии»                                 | Джеймс Уиддоуз | История: Сьюзан Биверс, Сьюзан Макмартин Телесценарий: Чак Лорри, Эдди Городецки, Джим Паттерсон                     | 16 января 2012   | 13.02               |
| Уолден идёт в ресторан и приглашает Алана. В ресторане Алан встречает мать Элдриджа, оказалось, у неё новый парень. Тем временем Зои не нравится, что Уолден носит бороду и длинные волосы. |            |                                                                               |                | |                  |                     |
| 192 | 15         | «The Duchess of Dull-in-Sack» «Герцогиня Тусклый мешок»                       | Джеймс Уиддоуз | История: Чак Лорри, Ли Аронсон Телесценарий: Эдди Городецки, Дон Рео, Джим Паттерсон                                 | 6 февраля 2012   | 13.00               |
| Уолдену приходится прятаться от дочери Зои. Алан пытается помочь Уолдену. Джейк интересуется возобновлением отношений Алана и матери Элдриджа. |            |                                                                               |                | |                  |                     |
| 193 | 16         | «Sips, Sonnets and Sodomy» «Глотки, сонеты и разврат»                         | Джеймс Уиддоуз | История: Эдди Городецки, Дон Рео, Джим Паттерсон Телесценарий: Чак Лорри, Ли Аронсон                                 | 13 февраля 2012  | 12.45               |
| Линси и Зои затевают спор об искусстве и опере, что в итоге приводит к неудобной ситуации. Накал страстей достигает своего апогея, когда узнаётся, что дороги перекрыты. Парам приходится сидеть дома и пытаться избежать ненужных эмоций.                                                                           |            |                                                                               |                | |                  |                     |
| 194 | 17         | «Not in My Mouth!» «Только не в мой рот!»                                     | Джеймс Уиддоуз | История: Эдди Городецки, Дон Рео, Джим Паттерсон Телесценарий: Чак Лорри, Ли Аронсон                                 | 20 февраль 2012  | 13.33               |
| Уолден и Зои пережили небольшую турбулентность. Линси ищет успокоения в вине, что очень не нравится Алану. |            |                                                                               |                | |                  |                     |
| 195 | 18         | «The War Against Gingivitis» «Война против зубного камня»                     | Джеймс Уиддоуз | История: Чак Лорри, Ли Аронсон Телесценарий: Эдди Городецки, Дон Рео, Джим Паттерсон                                 | 27 февраля 2012  | 11.92               |
| Уолден узнаёт от бывшей жены, что его искал Билли, старый друг. У Билли есть деловое предложение для Уолдена, но Уолден не хочет иметь с ним никаких дел после одного случая, который навсегда испортил их дружбу.                                                                                                   |            |                                                                               |                | |                  |                     |
| 196 | 19         | «Palmdale, Ech» «Палмдейл, Эх»                                                | Джеймс Уиддоуз | История: Чак Лорри, Ли Аронсон Телесценарий: Эдди Городецки, Дон Рео, Джим Паттерсон                                 | 19 марта 2012    | 11.47               |
| 197 | 20         | «Grandma's Pie» «Бабушкин пирог»                                              | Джеймс Уиддоуз | История: Эдди Городецки, Дон Рео, Джим Паттерсон Телесценарий: Чак Лорри, Ли Аронсон                                 | 9 апреля 2012    | 10.40               |
| Уолден должен сообщить Зои о новом проекте, беда в том, что бывшая жена Уолдена - бизнес-партнёр в проекте. Алан и Линси решают проблему своих матерей, считая, что их дружба зашла слишком далеко. |            |                                                                               |                | |                  |                     |
| 198 | 21         | «'Mr. Hose Says 'Yes'» «Мистер Шланг говорит 'Да»                             | Джеймс Уиддоуз | История:Ли Аронсон, Сьюзан Биверс Телесценарий: Чак Лорри, Эдди Городецки, Дон Рео, Джим Паттерсон                   | 16 апреля 2012   | 11.22               |
| Алан переезжает к Линси, потому что к Уолдену переезжает Зои. Вместе с Зои в дом Уолдена приезжает её дочь. В это же время Линси просит Алана починить и настроить технику в её доме. |            |                                                                               |                | |                  |                     |
| 199 | 22         | «Why We Gave Up Women» «Почему мы отказались от женщин»                       | Джеймс Уиддоуз | История: Чак Лорри, Ли Аронсон Телесценарий: Эдди Городецки, Дон Рео, Джим Паттерсон                                 | 30 апреля 2012   | 11.32               |
| У Алана случается сердечный приступ, Уолден считает, что это его вина. В это же время к Алану наведывается призрак брата, который советует съехать от Уолдена. |            |                                                                               |                | |                  |                     |
| 200 | 23         | «The Straw In My Donut Hole» «Солому в мой пончик»                            | Джеймс Уиддоуз | История: Эдди Городецки, Дон Рео, Джим Паттерсон Телесценарий: Чак Лорри, Ли Аронсон, Сьюзан Биверс                  | 7 мая 2012       | 11.43               |
| Алан возвращается в дом Уолдена, что приводит к тому, что Зои уезжает к себе. Уолден заботится об Алане, которому нельзя ни о чем беспокоится. |            |                                                                               |                | |                  |                     |
| 201 | 24         | «Oh Look! Al-Qaeda!» «Смотри! Аль-Каида!»                                     | Джеймс Уиддоуз | История: Чак Лорри, Ли Аронсон Телесценарий: Эдди Городецки, Дон Рео, Джим Паттерсон                                 | 14 мая 2012      | 11.55               |
| Джейк и Элдридж заканчивают школу, но у них нет планов на будущее. Алан очень обеспокоен тем, что Джейк не может определиться. В итоге ребята получают предложение о работе, от которого им очень трудно отказаться.                                                                                                 |            |                                                                               |                | |                  |                     |

### Сезон 10: 2012—2013
| № общий | № в сезоне | Название                                                                            | Режиссёр       | Автор сценария                                                                                                | Дата премьеры    | Зрители в США (млн) |
| --- | ---------- | ----------------------------------------------------------------------------------- | -------------- | --- | ---------------- | ------------------- |
| 202 | 1          | «I Changed My Mind About the Milk» «Я изменил своё мнение о молоке»                 | Джеймс Уиддоуз | История: Чак Лорри, Эдди Городецки Телесценарий: Дон Рео, Джим Паттерсон                                      | 27 сентября 2012 | 12.54               |
| Джейк служит в армии. Уолден решает сделать предложение Зои, Алан испытывает двоякие чувства. Уолден хочет, чтобы Алан присутствовал на свадьбе.                                                                                  |            |                                                                                     |                | |                  |                     |
| 203 | 2          | «A Big Bag of Dog» «Очень крутая собака»                                            | Джеймс Уиддоуз | История: Чак Лорри, Дон Рео Телесценарий: Эдди Городецки, Джим Паттерсон                                      | 4 октября 2012   | 12.33               |
| Дочь Зои приглашает Уолдена на свой день рождения. Проблема в том, что Уолден больше не встречается с Зои. Тем временем, Алан хочет отбелить зубы.                                                                                |            |                                                                                     |                | |                  |                     |
| 204 | 3          | «Four Balls, Two Bats and One Mitt» «Четыре мяча, две биты и одна перчатка»         | Джеймс Уиддоуз | История: Дон Рео, Джим Паттерсон Телесценарий: Чак Лорри, Эдди Городецки                                      | 11 октября 2012  | 11.35               |
| Линси хочет попробовать что-то новенькое в плане секса. Алан идёт на уступки для того, чтобы добиться своего, для этого ему нужна помощь Уолдена.                                                                                 |            |                                                                                     |                | |                  |                     |
| 205 | 4          | «You Do Know What The Lollipop Is For» «Вы знаете, для чего леденцы?»               | Джеймс Уиддоуз | История: Чак Лорри, Алисса Ньюбауэр Телесценарий: Эдди Городецки, Дон Рео, Джим Паттерсон                     | 18 октября 2012  | 13.60               |
| К Уолдену приезжает подруга - дочь одного из знакомых. Достаточно болтливая, что не очень нравится Алану. В то же время Джейку удаётся найти общий язык с девушкой.                                                               |            |                                                                                     |                | |                  |                     |
| 206 | 5          | «That's Not What They Call It In Amsterdam» «Это не то, о чём говорят в Амстердаме» | Джеймс Уиддоуз | История: Эдди Городецки, Сьюзан Макмартин Телесценарий: Чак Лорри, Дон Рео, Джим Паттерсон                    | 25 октября 2012  | 12.94               |
| Уолден не может забыть Зои, особенно после их случайной встречи в ресторане. Линси придумывает свести Уолдена с одной из своих подруг. Однако Уолден и сам не теряет времени даром.                                               |            |                                                                                     |                | |                  |                     |
| 207 | 6          | «Ferrets, Attack» «Хорьки атакуют»                                                  | Джеймс Уиддоуз | История: Чак Лорри, Дон Рео Телесценарий: Эдди Городецки, Джим Паттерсон, Мэтт Росс, Макс Сирл                | 1 ноября 2012    | 12.65               |
| Уолден начинает встречаться с Роуз, Алан очень сильно беспокоится за друга, поскольку знает куда больше, чем Уолден. Зои просит Уолдена встретиться с ним и рассказывает свою историю.                                            |            |                                                                                     |                | |                  |                     |
| 208 | 7          | «Avoid the Chinese Mustard» «Избегайте китайскую горчицу»                           | Джеймс Уиддоуз | История: Чак Лорри, Джемма Бэйкер Телесценарий: Эдди Городецки, Дон Рео, Джим Паттерсон                       | 8 ноября 2012    | 14.07               |
| Мисси снова приезжает к Уолдену. По случайности, визит Мисси совпадает с приездом Джейка на выходные. Уолден знакомится с девушкой в библиотеке.                                                                                  |            |                                                                                     |                | |                  |                     |
| 209 | 8          | «Something My Gynecologist Said» «Что сказал мой гинеколог»                         | Джеймс Уиддоуз | История: Чак Лорри, Джим Паттерсон Телесценарий: Эдди Городецки, Дон Рео                                      | 15 ноября 2012   | 13.87               |
| Алан узнаёт, что Линси предложили пойти на свидание, что характерно - предложил её гинеколог. Это заставляет Алана задуматься о дальнейших перспективах отношений с Линси.                                                        |            |                                                                                     |                | |                  |                     |
| 210 | 9          | «I Scream When I Pee» «Я кричу когда Пи-пи»                                         | Джеймс Уиддоуз | История: Чак Лорри, Дон Рео Телесценарий: Эдди Городецки, Джим Паттерсон, Стив Томпкинс                       | 29 ноября 2012   | 13.74               |
| Джейк подхватил заболевание, Алан рассказывает Уолдену про свою вторую жену, которая снимается теперь в сериале. Уолдена это очень интересует.                                                                                    |            |                                                                                     |                | |                  |                     |
| 211 | 10         | «One Nut Johnson» «Гайка Джонсона»                                                  | Джеймс Уиддоуз | История: Эдди Городецки, Дон Рео, Джим Паттерсон Телесценарий: Чак Лорри, Стив Томпкинс, Алисса Ньюбауэр      | 6 декабря 2012   | 13.50               |
| Уолден не хочет знакомиться с девушками, потому что их интересует не он, а его деньги. Алан не видит в этом никакой проблемы. В итоге Уолден придумывает себе новую личность и начинает интересоваться дешёвыми вещами.           |            |                                                                                     |                | |                  |                     |
| 212 | 11         | «Give Santa a Tail-Hole» «Пришейте Санте хвост»                                     | Джеймс Уиддоуз | История: Чак Лорри, Мэтт Росс, Марк Сил Телесценарий: Эдди Городецки, Дон Рео, Джим Паттерсон                 | 13 декабря 2012  | 13.35               |
| Уолдену нравится новый образ жизни, Алану - тоже. Близится Рождество, поэтому Уолден должен найти себе подработку, чтобы не выдать в себе миллиардера. Алан ждёт гостей на праздник.                                              |            |                                                                                     |                | |                  |                     |
| 213 | 12         | «Welcome to Alancrest» «Добро пожаловать в Аланкрест»                               | Джеймс Уиддоуз | История: Чак Лорри, Дон Рео, Стив Томпкинс Телесценарий: Эдди Городецки, Джим Паттерсон, Сьюзан Макмартин     | 3 января 2013    | 15.41               |
| Девушка Уолдена в отчаянии: у неё не получается проект дизайна вещей. В качестве помощи Уолден настаивает на том, чтобы Алан вложился в проект Кейт. Для этого Алану хочется увидеть эскизы.                                      |            |                                                                                     |                | |                  |                     |
| 214 | 13         | «Grab A Feather And Get In Line» «Возьми ручку и встань в очередь»                  | Джеймс Уиддоуз | История: Чак Лорри, Эдди Городецки, Джемма Бэйкер Телесценарий: Алисса Ньюбауэр, Дон Рео, Джим Паттерсон      | 10 января 2013   | 14.40               |
| Уолден в отчаянии: он не может больше врать своей девушке. В целях раскрытия правды, Алан и Уолден едут в Нью-Йорк, чтобы раскрыть все карты.                                                                                     |            |                                                                                     |                | |                  |                     |
| 215 | 14         | «Run, Steven Staven! Run!» «Беги Стивен, беги»                                      | Джеймс Уиддоуз | История:Чак Лорри, Джим Паттерсон, Сьюзан Макмартин Телесценарий: Эдди Городецки, Дон Рео, Стив Томпкинс      | 31 января 2013   | 13.70               |
| Линси поругалась с Аланом, в результате чего он создал клуб брошенных парней. Через какое-то время Алан понимает, что долго всё это продолжаться не может и отправляется к Линси, чтобы помириться.                               |            |                                                                                     |                | |                  |                     |
| 216 | 15         | «Paint It, Pierce It or Plug It» «Раскрась, проколи или подключи»                   | Джеймс Уиддоуз | История: Чак Лорри, Дон Рео, Эдди Городецки, Телесценарий: Джим Паттерсон, Мэтт Росс, Макс Сирл               | 7 февраля 2013   | 14.12               |
| Джейк встречается с девушкой, которая намного старше его. Алану и Уолдену она очень понравилась, но мысль о свадьбе сына и взрослой женщины не даёт покоя Алану.                                                                  |            |                                                                                     |                | |                  |                     |
| 217 | 16         | «Advantage: Fat, Flying Baby» «Преимущество: толстый летающий малыш»                | Джеймс Уиддоуз | История: Чак Лорри, Эдди Городецки, Алисса Ньюбауэр Телесценарий: Джим Паттерсон, Дон Рео, Стив Томпкинс      | 14 февраля 2013  | 13.69               |
| Алан и Уолден готовятся к празднованию дня Святого Валентина. И пока Алан придумывает нечто новое для Линси, Уолден хочет повести время с Кейт, у которой теперь собственный бизнес.                                              |            |                                                                                     |                | |                  |                     |
| 218 | 17         | «Throgwarten Middle School Mysteries» «Тайны средней школы Трогвартена»             | Джеймс Уиддоуз | История: Чак Лорри, Джим Паттерсон, Ник Бэкей Телесценарий: Эдди Городецки, Дон Рео, Джемма Бэйкер            | 21 февраля 2013  | 13.41               |
| Уолден находит старые видеозаписи своей молодости и не может понять, когда всё пошло не так, как он хотел. Поэтому он собирается пойти на встречу с "солидными женщинами".                                                        |            |                                                                                     |                | |                  |                     |
| 219 | 18         | «The 9:04 From Pemberton» «Поезд из Пембертона»                                     | Джеймс Уиддоуз | История: Чак Лорри, Эдди Городецки, Джим Паттерсон Телесценарий: Дон Рео, Стив Томпкинс, Алисса Ньюбауэр      | 7 марта 2013     | 13.54               |
| Алан чуть не спалил дом Уолдена, когда готовил тосты. Чтобы как-то загладить вину, Алан покупает новый тостер, который не нравится Уолдену. В итоге они в очередной раз ссорятся, Алан съезжает к Линси.                          |            |                                                                                     |                | |                  |                     |
| 220 | 19         | «Big Episode. Someone Stole A Spoon» «Большой эпизод. Кто-то украл ложку»           | Джеймс Уиддоуз | История: Чак Лорри, Дон Рео, Джемма Бэйкер Телесценарий: Эдди Городецки, Джим Паттерсон, Сьюзан Макмартин     | 14 марта 2013    | 12.18               |
| Уолден хочет найти пару для Херба. Алан считает, что парни сильно увлеклись выпивкой. В итоге это приводит к череде безудержного веселья.                                                                                         |            |                                                                                     |                | |                  |                     |
| 221 | 20         | «Bazinga! That's From A TV Show» «Бугогашенька! Это из тв-шоу»                      | Джеймс Уиддоуз | История: Чак Лорри, Эдди Городецки, Джим Паттерсон Телесценарий: Дон Рео, Мэтт Росс, Макс Сирл                | 4 апреля 2013    | 13.71               |
| Джейк переспал с дочерью Тэми. Это стало причиной их ссоры. Уолден и Алан по-разному реагируют на произошедшее. Тэми сразу же начинает разбираться с Аланом, Джейк же достался Уолдену.                                           |            |                                                                                     |                | |                  |                     |
| 222 | 21         | «Another Night With Neil Diamond» «Еще одна ночь с Нилом Даймондом»                 | Джеймс Уиддоуз | История: Чак Лорри, Дон Рео, Стив Томпкинс Телесценарий: Эдди Городецки, Джим Паттерсон, Ник Бэкей            | 25 апреля 2013   | 11.32               |
| Линси рвёт отношения с Аланом, в свою очередь, Алан понимает, что ему нужно всё исправить. К такому же мнению приходит Уолден, который полностью на стороне Харпера-старшего.                                                     |            |                                                                                     |                | |                  |                     |
| 223 | 22         | «My Bodacious Vidalia» «Моя безрассудная Видалия»                                   | Джеймс Уиддоуз | История: Чак Лорри, Дон Рео, Эдди Городецки, Джим Паттерсон Телесценарий: Джемма Бэйкер, Мэтт Росс, Мэтт Сирл | 2 мая 2013       | 12.12               |
| Алан до сих пор переживает расставание с Линси. Уолден понимает, что так ему станет ещё хуже и ведёт Алана знакомиться с девушками. По иронии ему попадается та, которая может решить некоторые проблемы с проживанием у Уолдена. |            |                                                                                     |                | |                  |                     |
| 224 | 23         | «Cows, Prepare to be Tipped» «Коровы, приготовьтесь к накалыванию»                  | Джеймс Уиддоуз | История: Чак Лорри, Алисса Ньюбауэр, Сьюзан Макмартин Телесценарий: Эдди Городецки, Дон Рео, Джим Паттерсон   | 9 мая 2013       | 12.83               |
| Уолден провожает девушку домой и встречается с её бабушкой. Несмотря на семейный статус, бабуля не так уж стара. Джейк уезжает в Японию, что сильно удивило Алана.                                                                |            |                                                                                     |                | |                  |                     |

### Сезон 11: 2013—2014
| № общий | № в сезоне | Название                                                                            | Режиссёр       | Автор сценария | Дата премьеры    | Зрители в США (млн) |
| --- | ---------- | ----------------------------------------------------------------------------------- | -------------- | --- | ---------------- | ------------------- |
| 225 | 1          | «Nangnangnangnang» «Нанг Нанг Нанг Нанг»                                            | Джеймс Уиддоуз | История: Чак Лорри, Сьюзан Макмартин Телесценарий: Дон Рео, Джим Паттерсон, Стив Томпкинс                                      | 26 сентября 2013 | 11.59               |
| Алан нанимает помощника для себя. В это же самое время приезжает дочь Чарли, которая, оказывается, действительно существует. |            |                                                                                     |                | |                  |                     |
| 226 | 2          | «I Think I Banged Lucille Ball» «Мне кажется, я переспал с Люсиль Болл»             | Джеймс Уиддоуз | История: Чак Лорри, Алисса Ньюбауэр Телесценарий: Дон Рео, Джим Паттерсон, Джефф Лоуэлл                                        | 3 октября 2013   | 9.34                |
| Уолден предоставляет Алану трудный выбор. Дочь Чарли ведёт себя практически как отец, отчего Берте кажется, что в доме всё как раньше. Эвелин приглашает свою внучку пожить у неё, но это становится проблемой, поскольку портит отношения с Марти, ухажёром Эвелин. |            |                                                                                     |                | |                  |                     |
| 227 | 3          | «This Unblessed Biscuit» «Неблагословлённая булочка»                                | Джеймс Уиддоуз | История: Чак Лорри, Джим Паттерсон Телесценарий: Дон Рео, Мэтт Росс, Мэтт Сирл                                                 | 10 октября 2013  | 9.14                |
| Берта потянула спину. Уолден решил, что домработница нуждается в отдыхе. На время её отсутствия Алан и Уолден ищут новую домработницу. |            |                                                                                     |                | |                  |                     |
| 228 | 4          | «Clank, Clank, Drunken Skank» «Ушка, ушка, пьяная шлюшка»                           | Джеймс Уиддоуз | История: Чак Лорри, Сьюзан Макмартин Телесценарий: Дон Рео, Джим Паттерсон, Стив Томпкинс                                      | 17 октября 2013  | 8.59                |
| Дженни устраивает вечеринку за вечеринкой в доме Уолдена, Алан пытается встретиться с Линси, а Уолден не понимает, почему он так сильно устаёт. |            |                                                                                     |                | |                  |                     |
| 229 | 5          | «Alan Harper, Pleasing Women Since 2003» «Алан Харпер, дамский угодник с 2003 года» | Джеймс Уиддоуз | История: Дон Рео, Алисса Ньюбауэр, Стив Томпкинс Телесценарий: Джим Паттерсон, Джефф Лоуэлл, Джеймс Вэллели                    | 24 октября 2013  | 8.53                |
| Алан забирает старые вещи нового парня Линси. В какой-то момент Алан знакомится с парнем своей бывшей девушки и понимает, что у них много общего. Тем временем, Уолден предлагает племяннице Алана поступить на актёрские курсы. |            |                                                                                     |                | |                  |                     |
| 230 | 6          | «Justice in Star-Spangled Hot Pants» «Правосудие в звёздно-полосатых брюках»        | Джеймс Уиддоуз | История: Дон Рео, Сьюзан Макмартин, Джон Крайер Телесценарий: Джим Паттерсон, Тим Келлехер, Джефф Лоуэлл                       | 7 ноября 2013    | 8.27                |
| Алан и Уолден отправляются на приём в честь обезьян. Там Алан встречает девушку, достаточно известную на телевидении. |            |                                                                                     |                | |                  |                     |
| 231 | 7          | «Some Kind of Lesbian Zombie» «Особый вид лесбиянок-зомби»                          | Джеймс Уиддоуз | История: Джим Паттерсон, Стив Томпкинс, Джефф Лоуэлл Телесценарий: Дон Рео, Мэтт Росс, Макс Сирл                               | 14 ноября 2013   | 8.66                |
| Алан и Уолден устраивают свидание, дочь Чарли продолжает встречаться с разными девушками, в то же время Линси не разрешает Алану встречаться с кем-нибудь. |            |                                                                                     |                | |                  |                     |
| 232 | 8          | «Mr. Walden, He Die. I Clean Room.» «Мистер Уолден умер. Я убираю в комнате»        | Джеймс Уиддоуз | История: Чак Лорри, Джим Паттерсон, Стив Томпкинс Телесценарий: Дон Рео, Сьюзан Макмартин, Саладин Паттерсон                   | 21 ноября 2013   | 8.69                |
| Алан идёт на встречу с новым парнем Линси, который подозревает свою девушку в измене. По случайности, объектом измены оказывается Уолден. Алан решает всё уладить мирным путём. |            |                                                                                     |                | |                  |                     |
| 233 | 9          | «Numero Uno Accidente Lawyer» «Адвокат по несчастным случаям номер один»            | Джеймс Уиддоуз | История: Дон Рео, Тим Келлехер, Нейтан Четти Телесценарий: Джим Паттерсон, Джим Валлэй, Саладин Паттерсон                      | 6 декабря 2013   | 8.47                |
| Уолден встречается с девушкой, которая постоянно попадает в неприятности. Алан также знакомится с новой девушкой, но при этом ничего не знает о её прошлом. |            |                                                                                     |                | |                  |                     |
| 234 | 10         | «On Vodka, on Soda, on Blender, on Mixer!» «О водка, о сода, о блендер, о миксер!»  | Джеймс Уиддоуз | История: Дон Рео, Джим Паттерсон, Джефф Лоуэлл Телесценарий: Саладин Паттерсон, Мэтт Росс, Макс Сирл                           | 12 декабря 2013  | 8.54                |
| Близится Рождество, Джейк присылает своему отцу подарок из Японии, Уолден проводит весьма деликатный разговор с дочерью Чарли. Алан встречает бывшую жену своей нынешней девушки, которую очень сильно к нему влечёт. |            |                                                                                     |                | |                  |                     |
| 235 | 11         | «Tazed in the Lady Nuts»                                                            | Джеймс Уиддоуз | История: Тим Келлехер, Джефф Лоуелл, Джеймс Вэллели Телесценарий: Дон Рео, Джим Паттерсон, Стив Томпкинс                       | 2 января 2014    | 8.74                |
| Уолден встречает свою бывшую подчинённую Николь. Она предлагает ему заключить сделку, но в результате он начинает работать на неё. Тем временем Алан и Дженни со своей девушкой собираются в поход. |            |                                                                                     |                | |                  |                     |
| 236 | 12         | «Baseball. Boobs. Boobs. Baseball.» «Бейсбол. Грудь. Грудь. Бейсбол.»               | Джеймс Уиддоуз | История: Дон Рео, Сьюзан Макмартин, Лесли Шапира Телесценарий: Джим Паттерсон, Мэтт Росс, Мэтт Сирл                            | 9 января 2014    | 9.58                |
| 237 | 13         | «Bite Me, Supreme Court» «Укуси меня, Верховный Суд»                                | Джеймс Уиддоуз | История: Тим Келлехер, Джефф Лоуелл, Джеймс Вэллели Телесценарий: Дон Рео, Джим Паттерсон, Стив Томпкинс                       | 30 января 2014   | 8.86                |
| 238 | 14         | «Three Fingers of Crème de Menthe» «Налейте мятного ликёра на три пальца»           | Джеймс Уиддоуз | История: Дон Рео, Джим Паттерсон, Мария Эспада Пирс Телесценарий: Стив Томпкинс, Сьюзан Макмартин, Саладин Паттерсон           | 6 февраля 2014   | 8.32                |
| 239 | 15         | «Cab Fare and a Bottle of Penicillin» «Деньги на такси и пузырёк пенициллина»       | Джеймс Уиддоуз | История: Джим Паттерсон, Тим Келлехер, Джеймс Вэллели Телесценарий: Дон Рео, Мэтт Росс, Макс Сирл                              | 27 февраля 2014  | 10.02               |
| 240 | 16         | «How to Get Rid of Alan Harper» «Как избавиться от Алана Харпера»                   | Джеймс Уиддоуз | История: Саладин Паттерсон, Джеймс Вэллели, Лесли Шапира Телесценарий: Дон Рео, Джим Паттерсон, Джефф Лоуелл                   | 6 марта 2014     | 10.38               |
| Линдси и Ларри планируют свадьбу. Ларри предлагает Джефу Силачу (альтер эго Алана Харпера) быть шафером на свадебной церемонии. Уолдену кажется, что Николь ему изменяет. Джеф Силач начинает встречаться с Гретхен – сестрой Ларри. |            |                                                                                     |                | |                  |                     |
| 241 | 17         | «Welcome Home, Jake» «Добро пожаловать домой, Джейк»                                | Джеймс Уиддоуз | История: Дон Рео, Джим Паттерсон, Саладин Паттерсон Телесценарий: Тим Келлехер, Мэтт Росс, Макс Сирл                           | 13 марта 2014    | 9.43                |
| В доме Уолдена появляется новый жилец – Барри. Алан переспал с Гретхен и об этом узнают Ларри и Линдси. Ларри рад, что его сестра встречается с его лучшим другом – Джефом Силачом, а Линдси начинает ревновать Алана. |            |                                                                                     |                | |                  |                     |
| 242 | 18         | «West Side Story» «Вестсайдская история»                                            | Джеймс Уиддоуз | История: Дон Рео, Джим Паттерсон, Сьюзан Макмартин Телесценарий: Джефф Лоуелл, Мэтт Росс, Макс Сирл                            | 3 апреля 2014    | 9.23                |
| Уолден получает сообщение от Кейт о том, что она открывает бутик в Лос-Анджелесе и хотела бы встретиться. Гретхен предлагает Алану провести вечер у него дома. Алан сообщает Уолдену об идее Гретхен, однако Уолден против такой идеи, тогда Барри предлагает Алану свою квартиру, где он смог бы провести вечер с Гретхен. Уолдер и Кейт, после совместного ужина, решают поехать к нему домой. Линдси готовит сюрприз для Алана, а Барри становится его сыном. |            |                                                                                     |                | |                  |                     |
| 243 | 19         | «Lan Mao Shi Zai Wuding Shang» «Лан Мао Ши Зай Ву Динь Шан»                         | Джеймс Уиддоуз | История: Джефф Лоуелл, Мэтт Росс, Макс Сирл Телесценарий: Дон Рео, Джим Паттерсон, Стив Томпкинс                               | 10 апреля 2014   | 9.55                |
| Кейт уезжает на несколько дней в Сан-Франциско по работе. Уолден хочет сделать ей предложение, но сомневается и просит Чарли Харпера дать знак как ему поступить, в этот момент в двери выхода на террасу кто-то стучит. Это оказывается беззаботная путешественница по имени Вивиан, которая просит у Уолдена воды. Уолден предлагает Вивиан переночевать в его доме, т.к. на улице идет сильный дождь. Утром Уолден предлагает Вивиан остаться и пожить в его доме еще, поскольку ему кажется, что он в неё влюбился. Вивиан говорит, что это мило, но ей нужно продолжить путешествие в Каньон-Карбон и уходит. Альтер эго Алана – Джеф Силач и Гретхен решают жить вместе. Гретхен случайно находит документы на имя Алана Харпера, когда берет деньги из бумажника Алана чтобы расплатиться за пиццу. Алан рассказывает ей всю правду про Джефа Силача. Гретхен уходит от Алана из-за его лжи. На следующий день она возвращается к Алану и говорит, что хочет расстаться с Джефом Силачом и получше узнать Алана Харпера. Кейт возвращается из поездки. Уолден сообщает ей, что пока её не было, он встретил девушку, о которой не перестает думать и ему нужно время, чтобы разобраться в своих чувствах. Кейт в ярости уходит. Уолден едет следом за Вивиан и находит её. Уолден говорит Вивиан, что до встречи с ней был близок позвать одну девушку замуж, но не стал делать, поскольку не может перестать думать о Вивиан. Вивиан отвечает Уолдену – ей кажется, что он из тех, кто легко влюбляется и ему следует идти домой. |            |                                                                                     |                | |                  |                     |
| 244 | 20         | «Lotta Delis in Little Armenia» «Лотта Делис в Малой Армении»                       | Джеймс Уиддоуз | История: Дон Рео, Саладин Паттерсон, Стив Томпкинс Телесценарий: Джим Паттерсон, Тим Келлехер, Джеймс Вэллели                  | 24 апреля 2014   | 9.35                |
| Уолден переживает из-за своих отношений с Кейт и Вивиан и обращается за помощью к психологу Линде Фримен. Выслушав пациента, доктор выписывает ему рецепт: «больше секса без любви». Алан пытается возродить свой бизнес хиропрактика, а Уолден становится его «помощником». |            |                                                                                     |                | |                  |                     |
| 245 | 21         | «Dial 1-900-Mix-A-Lot» «Набери 1 к 900»                                             | Джеймс Уиддоуз | История: Джим Паттерсон, Мэтт Росс, Макс Сирл Телесценарий: Дон Рео, Стив Томпкинс, Сьюзан Макмартин                           | 1 мая 2014       | 8.97                |
| Уолден с ностальгией вспоминает о своем первом автомобиле и воспользовавшись услугами фирмы разыскивает его. Он узнает, что автомобиль находится в Денвере. Алан приводит Гретхен в дом Уолдена, где знакомит её с ним и Дженни. Уолден, Дженни и Барри отправляются в Денвер на встречу с Дирком – владельцем автомобиля, который ранее принадлежал Уолдену. В пути Уолден рассказывает о своих воспоминаниях, которые связаны с автомобилем. Они встречаются с Дирком и Дженни предлагает выкупить автомобиль, т.к. он является частью жизни Уолдена. Немного поторговавшись, они покупают автомобиль и едут на нем домой. Алан и Гретхен собираются пойти вместе с Ларри и Линдси в караоке-бар, и Гретхен просит Алана признаться её брату в том, что он не Джеф Силач, поскольку ей надоело лгать. В баре Алан говорит Линдси, что Гретхен узнала о том, что он не Джеф Силач и, что он хочет рассказать правду Ларри. Однако Линдси удается убедить Алана не признаваться Ларри в том, что он не тот за кого себя выдает. Гретхен выясняет, что Алан уже не хочет рассказать правду её брату и бросает его. Алан приходит домой и жалуется Берте, что потерял Гретхен. Берта советует ему поступить так, чтобы Гретхен поверила, что он её любит. Алан приходит домой к Линдси и в присутствии Ларри признается Гретхен в любви и просит оказать ему честь, стать миссис Алан Харпер. |            |                                                                                     |                | |                  |                     |
| 246 | 22         | «Oh, Wald-e, Good Times Ahead»                                                      | Джеймс Уиддоуз | История: Дон Рео, Джим Паттерсон, Тим Келлехер, Джеймс Вэллели Телесценарий: Стив Томпкинс, Джефф Лоуелл, Мэтт Росс, Макс Сирл | 8 мая 2014       | 8.35                |

### Сезон 12: 2014—2015
| № общий | № в сезоне | Название                                                                                   | Режиссёр       | Автор сценария                                                                                               | Дата премьеры   | Зрители в США (млн) |
| ------- | ---------- | ------------------------------------------------------------------------------------------ | -------------- | --- | --------------- | ------------------- |
| 247     | 1          | «The Ol' Mexican Spinach» «Старый мексиканский шпинат»                                     | Джеймс Уиддоуз | История: Чак Лорри, Ли Аронсон, Уоррен Белл Телесценарий: Дон Рео, Джим Паттерсон, Стив Томпкинс             | 30 октября 2014 | 10.29               |
| 248     | 2          | «A Chic Bar In Ibiza» «Шикарный бар на Ибице»                                              | Джеймс Уиддоуз | История: Ли Аронсон, Дон Рео, Джим Паттерсон Телесценарий: Тим Келлехер, Саладин Паттерсон, Джеймс Вэллели   | 6 ноября 2014   | 9.12                |
| 249     | 3          | «Glamping In A Yurt» «Отдых в юрте»                                                        | Джеймс Уиддоуз | История: Саладин Паттерсон, Мэтт Росс, Мэтт Сирл Телесценарий: Дон Рео, Джим Паттерсон, Джеймс Вэллели       | 13 ноября 2014  | 8.75                |
| 250     | 4          | «Thirty-Eight, Sixty-Two, Thirty-Eight» «Тридцать восемь, шестьдесят два, тридцать восемь» | Джеймс Уиддоуз | История: Дон Рео, Джим Паттерсон, Стив Томпкинс Телесценарий: Уоррен Белл, Мэтт Росс, Макс Сирл              | 20 ноября 2014  | 8.62                |
| 251     | 5          | «Oontz. Oontz. Oontz.» «Унц-унц-унц»                                                       | Джеймс Уиддоуз | История: Дон Рео, Уоррен Белл, Стив Томпкинс Телесценарий: Джим Паттерсон, Тим Келлехер, Саладин Паттерсон   | 27 ноября 2014  | 6.93                |
| 252     | 6          | «Alan Shot A Little Girl» «Алан застрелил маленькую девочку»                               | Джон Крайер    | История: Дон Рео, Натан Четти, Мария Эспада Пирс Телесценарий: Джим Паттерсон, Стив Томпкинс, Уоррен Белл    | 4 декабря 2014  | 8.10                |
| 253     | 7          | «Sex With An Animated Ed Asner» «Секс с анимационным Эдом Аснером»                         | Джеймс Уиддоуз | История: Джим Паттерсон, Джим Валлэй, Тим Келлехер Телесценарий: Дон Рео, Мэтт Росс, Макс Сирл               | 11 декабря 2014 | 9.30                |
| 254     | 8          | «Family, Bublé, Deep-Fried Turkey» «Семья, Бубле, жареная индейка»                         | Джеймс Уиддоуз | История: Саладин Паттерсон, Уоррен Белл, Джеймс Вэллели Телесценарий: Дон Рео, Джим Паттерсон, Стив Томпкинс | 18 декабря 2014 | 8.80                |
| 255     | 9          | «Bouncy, Bouncy, Bouncy, Lyndsey» «Упругая, упругая, упругая, Линдсей»                     | Джеймс Уиддоуз | История: Саладин Паттерсон, Тим Келлехер, Джим Паттерсон Телесценарий: Дон Рео, Мэтт Росс, Макс Сирл         | 8 января 2015   | 10.07               |
| 256     | 10         | «Here I Come, Pants!» «Уже иду, штаны!»                                                    | Джеймс Уиддоуз | История: Чак Лорри, Дон Рео, Джим Паттерсон Телесценарий: Тим Келлехер, Мэтт Росс, Макс Сирл                 | 15 января 2015  | 9.38                |
| 257     | 11         | «For Whom the Booty Calls» «Приключения на свою задницу»                                   | Джеймс Уиддоуз | История: Саладин Паттерсон, Уоррен Белл, Джеймс Вэллели Телесценарий: Дон Рео, Джим Паттерсон, Стив Томпкинс | 22 января 2015  | 9.31                |
| 258     | 12         | «A Beer-Battered Rip-Off» «Грабеж в кляре»                                                 | Джеймс Уиддоуз | История: Дон Рео, Джим Паттерсон, Джефф Лоуелл Телесценарий: Натан Четти, Мэтт Росс, Макс Сирл               | 29 января 2015  | 9.71                |
| 259     | 13         | «Boompa Loved His Hookers» «Дедушка любил своих проституток»                               | Джеймс Уиддоуз | История: Стив Томпкинс, Уоррен Белл, Джефф Лоуелл Телесценарий: Дон Рео, Джим Паттерсон, Натан Четти         | 5 февраля 2015  | 9.39                |
| 260     | 14         | «Don't Give a Monkey a Gun» «Нельзя давать обезьяне гранату»                               | Джеймс Уиддоуз | История: Дон Рео, Джим Паттерсон, Тим Келлехер Телесценарий: Тим Келлехер, Мэтт Росс, Мэтт Сирл              | 12 февраля 2015 | 9.33                |
| 261262  | 1516       | «Of Course He's Dead» «Конечно он мертв»                                                   | Джеймс Уиддоуз | Чак Лорри, Ли Аронсон, Дон Рео, Джим Паттерсон                                                               | 19 февраля 2015 | 13.52               |